# Dinastia dels Habsburg

Escut dels Habsburg

La família dels Habsburg, també coneguda com a casa d'Àustria, van ser una de les grans famílies de l'aristocràcia europea, ja que des de 1291 fins a 1918 dominaren sobre grans extensions de l'Europa central (conegut com a Imperi Habsburg amb l'arxiducat d'Àustria com una de les seves principals possessions). Entre el 1454 i el 1918 tenien el títol imperial, vivint la transició del medieval i modern Sacre Imperi Romanogermànic vers l'Imperi austríac (i després Imperi Austrohongarès). Els seus orígens medievals cal cercar-los a la Suïssa germànica quan Radbot d'Altenburg va construir el castell d'Habsburg, tot i que també s'ha apuntat que al segle x provinguessin d'Alsàcia.

## Nom
Els orígens del nom del castell dels Habsburg són incerts. Hi ha desacord sobre si el nom deriva de l'alt alemany Habichtsburg (castell del falcó), o de la paraula de l'alt alemany mitjà hab/hap que significa gual, ja que hi ha un riu amb un gual a prop. El primer ús documentat del nom per part de la pròpia dinastia es remunta a l'any 1108.
El nom d'Habsburg no va ser utilitzat contínuament pels membres de la família, ja que sovint emfatitzaven els seus títols principescos més prestigiosos. Per tant, la dinastia va ser coneguda durant molt de temps com la Casa d'Àustria. Complementàriament, en algunes circumstàncies els membres de la família eren identificats pel seu lloc de naixement. Carles V era conegut en la seva joventut després del seu lloc de naixement com a Carles de Gant. Quan es va convertir en rei d'Espanya va ser conegut com a Carles d'Espanya, i després de ser escollit emperador, com a Carles V (en francès, Carles Quint).
A Espanya, la dinastia era coneguda com la Casa d'Àustria, incloent fills il·legítims com Joan d'Àustria i Joan Josep d'Àustria. Les armes mostrades en la seva forma més simple eren les d'Àustria, que els Habsburg s'havien fet seves, de vegades empalades amb les armes del Ducat de Borgonya (antic).
Després que Maria Teresa es casés amb el duc Francesc Esteve de Lorena, la idea d'Habsburg associada amb el govern austríac ancestral es va utilitzar per demostrar que l'antiga dinastia va continuar com tots els seus drets heretats. Alguns fills més joves que no tenien perspectives de pujar al tron van rebre el títol personal de "comte d'Habsburg".
El cognom dels membres més recents de la família, com ara Otó d'Habsburg-Lorena i Carles d'Habsburg-Lorena es  von Habsburg o més completament von Habsburg-Lothringen. Els prínceps i membres de la casa utilitzen les armes tripartides adoptades al segle XVIII per Francesc Esteve.

## Branques i etapes del llinatge

arbre genealògic dels Habsburg

La família dels Habsburg ha passat per etapes molt diferents i s'ha ramificat en branques diferents, situació lògica d'acord amb la llargada temporal en què han estat presents en la vida pública europea:
- Emperador del Sacre Imperi Romanogermànic de manera intermitent entre 1273 i 1806.
- Governants d'Àustria, com ducs d'Àustria de 1278 a 1453, arxiducs des de 1453 i emperadors de 1804 a 1918.
- Rei de Bohèmia (1306–1307, 1437–1439, 1453–1457, 1526–1918)
- Rei de les Espanyes (1516–1700)
- Rei d'Hongria i Croàcia (1526–1918)
- Rei d'Anglaterra i Irlanda (1554–1558)
- Rei de Portugal (1581–1640)
- Gran Príncep de Transsilvània (1711–1867) (1711–1867) (1690–1867)
- Rei de Galítsia i Lodomèria (1772–1918)
- Emperador de Mèxic (1864–1867)

## Comtat d'Habsburg

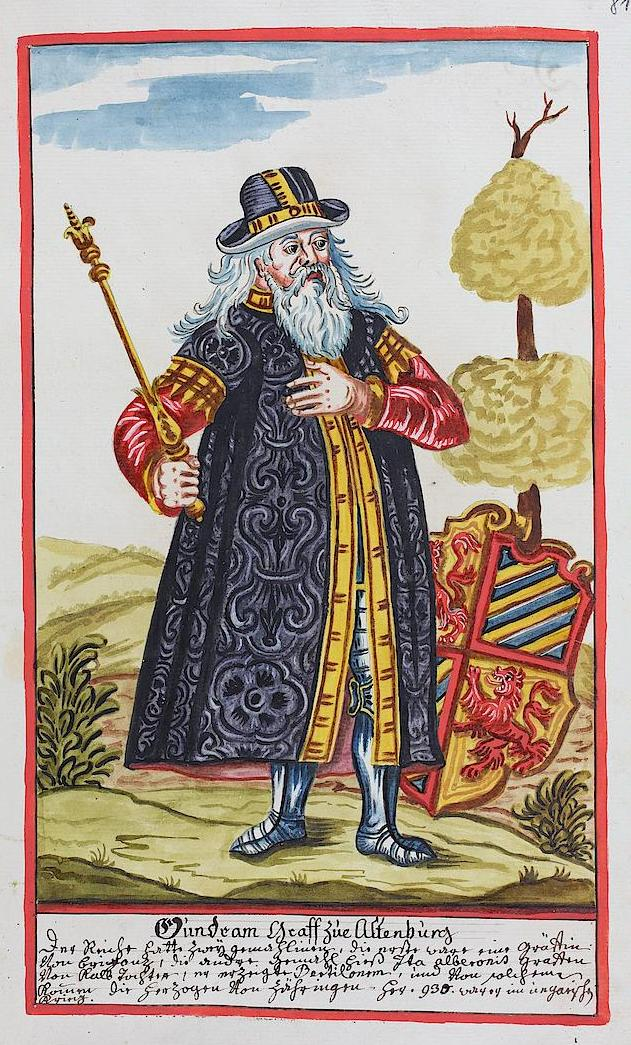
Gontran el Ric, comte d'Altenburg, Sundgau i Vindonissa, i comte d'Alsàcia de 917 a 954, és l'antecessor dels Habsburg

Gontran el Ric, comte d'Altenburg, Sundgau i Vindonissa, i comte d'Alsàcia de 917 a 954, és l'antecessor dels Habsburg, i el seu llinatge es remunta a Eticó I d'Alsàcia. El seu net Radbot de Klettgau va fundar el castell dels Habsburg, seu de la família durant la major part dels segles XI, XII i XIII. Al segle xii, els Habsburg es van associar cada cop més amb els emperadors Hohenstaufen, participant a la cort imperial i a les expedicions militars de l'emperador; Werner II d'Habsburg va morir lluitant per l'emperador Frederic I Barbarroja a Itàlia. Aquesta associació els va ajudar a heretar molts dominis ja que els Hohenstaufen van provocar l'extinció de moltes dinasties, algunes de les quals foren heretades pels Habsburg. El 1198, Rodolf II d'Habsburg, va dedicar els Habsburg a la causa Hohenstaufen, unint-se als gibel·lins i finançant la guerra pel tron de Frederic II el 1211. L'emperador va ser nomenat padrí del seu net recent nascut, el futur rei Rodolf IV d'Habsburg. Els Habsburg van ampliar la seva influència mitjançant matrimonis concertats i aconseguint privilegis polítics, especialment drets comtats a Zurichgau, Argovia i Turgovia. Al segle XIII, la casa va dirigir la seva política matrimonial a les famílies de l'Alsàcia i Suàbia. També van poder guanyar alts càrrecs a la jerarquia de l'església per als seus membres. Territorialment, sovint es van beneficiar de l'extinció d'altres famílies nobles com la Casa de Kyburg.

## Ducat d'Àustria
A la segona meitat del segle xiii, el comte Rodolf IV d'Habsburg s'havia convertit en un senyor territorial influent a la zona entre les muntanyes dels Vosges i el llac de Constança. L'1 d'octubre de 1273, va ser elegit com a candidat de compromís com a rei dels romans i va rebre el nom de Rodolf I d'Alemanya. Després va liderar una coalició contra el rei Ottokar II de Bohèmia que havia aprofitat el Gran Interregne per expandir-se cap al sud, fent-se càrrec de les respectives herències dels Babenberg (Àustria, Estiria, Savinja) i dels Spanheim (Caríntia i Carniola). El 1278, Rodolf i els seus aliats van derrotar i matar Ottokar a la batalla de Marchfeld, i les terres que havia adquirit van tornar a la corona alemanya. Amb el Pacte de Georgenberg de 1286, Rodolf va assegurar per a la seva família els ducats d'Àustria i Estiria. Les parts del sud de l'antic regne d'Ottokar, el ducat de Caríntia, la veïna marca de Carniola i Savinja, foren cedits a Meinard II de Gorízia-Tirol, aliat de Rodolf.
Des de 1330, Albert II d'Àustria va regnar gairebé sol sobre tots els territoris dependents d'Àustria i el 1335, a la mort d'Enric I de Bohèmia sense fills mascles va obtenir Caríntia i Carniola a canvi de la renúncia a la corona alemanya enfront de Joan el Cec de la Casa de Luxemburg a canvi de la renúncia a la corona alemanya mentre els Wittelsbach de Baviera van rebre el Tirol. Albert II va morir el 1358, i el va succeir el seu fill Rodolf IV d'Habsburg, qui en 1357 s'havia casat amb Caterina de Luxemburg filla de l'emperador Carles IV, normalitzant les relacions entre els Habsburg i els Luxemburg, i en 1365 va aconseguir el Tirol a la mort sense descendència de Meinard III de Gorízia-Tirol, enllaçant així les possessions dels Habsburg de l'est i l'oest.

### Divisió en línies Albertiniana i Leopoldiana

Els territoris que conformen l'arxiducat d'Àustra

A la mort de Rodolf es va decidir que Albert i Leopold, de 14 i 16 anys, regnarien junts; el 1370 van començar a aparèixer tensions i es van repartir els territoris el 1379 en el tractat de Neuberg, pel què Albert governaria al ducat d'Àustria, i Leopold a la resta (Estíria, Carniola, Caríntia, Tirol i Àustria Anterior); això assegurava ingressos similars però Leopold no tindria una gran capital. Leopold va morir el 1386 i el seu fill Guillem d'Habsburg el va succeir. Albert pel seu costat va morir el 1395 i el va succeir el seu fill Albert i el seu cosí Guillem va disputar-li la successió sense poder imposar-se, i les lluites familiars van continuar. El seu oncle Albert va actuar com a regent i després de la seva mort el 1406 el van seguir el seu germà Leopold IV d'Habsburg que va morir el 1411 i es va produir una nova divisió: l'Alta Àustria, amb el Tirol i possessions a l'oest, l'Àustria Interior, amb Estíria, Caríntia i Carniola, i la Baixa Àustria, formada per les províncies danubianes.

### Divisió de la línia Albertiniana
Les divergències entre Leopold i els seus germans petits i els continuats intents d'aconseguir el control dels territoris de la línia albertina van portar a una situació de pre-guerra civil però Albert, amb ajut dels seus consellers va aconseguir consolidar-se al tron i reconduir la situació, i el 1422 es va casar amb Elisabet de Luxemburg, la filla i hereva de l'emperador Segimon i el seu fill frederic fou coronat emperador el 19 de març de 1452.

### Reunificació del ducat
El títol d'arxiduc es va concedir per primera vegada al germà petit de Frederic III, Albert VI d'Habsburg, duc de l'Àustria Interior, que el va utilitzar almenys des de 1458. Frederic V d'Habsburg, duc d'Àustria Interior heretà en 1457 l'arxiducat austríac després que el seu cosí albertí Ladislau el Pòstum hagués mort sense descendència, i l'any 1490 es van reunir totes les línies dels Habsburg quan l'arxiduc Segimon d'Habsburg, duc de l'Alta Àustria i el Tirol va dimitir a favor del fill de Frederic, Maximilià I.
A Ferran, germà petit de l'emperador Carles V, li fou encarregat pel seu germà el govern dels històrics territoris de la Casa d'Àustria: l'Arxiducat d'Àustria, el Comtat del Tirol, el Ducat d'Estíria, el Ducat de Caríntia i el Ducat de Carniola i fou nomenat per l'emperador, rei de romans, títol vinculat a l'hereu de l'Imperi. Amb la derrota i mort del rei Lluís II d'Hongria a la Batalla de Móhacs, Solimà II havia ocupat la major part d'Hongria i únicament resistia una petita llenca de terra hongaresa entre Àustria i l'Imperi Otomà, i la derrota hongaresa comportà l'elecció de Ferran com a rei de Bohèmia i d'Hongria però també l'inici d'un període que duraria més de 150 anys de setges otomans sobre Viena. Amb l'elecció de Ferran com a rei d'Hongria, certs sectors de la noblesa hongaresa es posicionaren en contra de l'emperador i a favor de Joan Zapolya, el voivoda de la Transsilvània. La batalla de Tokaj, de l'any 1527, entre els partidaris de Ferran i els partidaris de Joan, donà la victòria a Ferran i consolidà el domini austríac sobre les restes de l'antic Regne d'Hongria. L'any 1529, es produí l'atac otomà més important sobre la capital austríaca i Ferran hagué de buscar refugi a Praga fins que els otomans aixecaren el setge, significant un punt d'inflexió en les guerres otomanes a Europa. En el Tractat de Nagyvárad, de l'any 1538, Ferran esdevingué el successor dels drets de Joan Zapolya. Malgrat tot, el problema hongarès no es pogué donar per conclòs perquè un fill de Zapolya, fou elegit, amb el suport del rei Segimon II August de Polònia, rei d'Hongria. El problema acaba quan l'arxiduquessa Elisabet d'Àustria es casà amb el rei Segimon II August de Polònia. El 1540 la mort de Joan I d'Hongria va portar Àustria a avançar novament cap a Buda, que finalment caigué en mans otomanes en el setge de 1541, com també Pest i va procedir a aniquilar de facto el regne d'Hongria, i l'emperador Ferran va fracassar en l'intent de conquesta de les ciutats de Buda i Pest el 1542, que acabaven de caure en mans però va ser rebutjat pels otomans. El 1551, quan va ser imposat un tractat de pau, l'Hongria habsbúrguica havia estat reduïda a una terra de frontera. Tanmateix, a Eger els austríacs van obtenir una sorprenent victòria, en part gràcies als esforços dels civils presents.
Després de la mort de l'emperador Carles V, el seu germà Ferran assumí el títol d'emperador del Sacre Imperi fins a la seva mort, quan els seus fills es repartiren els territoris, Maximilià II heretà el títol imperial i l'arxiducat d'Àustria, Carles II el ducat d'Àustria Interior, i Ferran II el ducat d'Àustria Anterior i el comtat de Tirol.
Ferran va morir el 24 de gener de 1595 i com els fills del seu primer matrimoni no tenien dret a l'herència, i del segon només van sobreviure filles, va rebre la seva herència arxiduc Maties I, nebot de Ferran, que es va reunificar amb l'altra línia d'Habsburg d'Àustria quan es va casar amb Anna d'Àustria.
En morir Carles, que havia fundat Karlovac per fer front als otomans, el ducat va passar al seu fill Ferran, educat pels jesuïtes, que va començar a suprimir tota mostra de fe no catòlica als seus territoris. En 1617, va ser escollit rei de Bohèmia, el 1618 rei d'Hongria, i el 1619, emperador succeint a Maties que havia deixat al seu germà Albert VII d'Àustria la Baixa Àustria, Àustria Anterior i el Tirol, però abdicà en pocs mesos i Ferran, que ja governava l'Àustria Interior, reunificà el patrimoni.

## Emperadors del Sacre Imperi Romanogermànic
Amb la disputa entre el papat i l'emperador Frederic II es va iniciar un període d'incertesa en el que cap de les dinasties susceptibles d'aportar un candidat a la corona no es va mostrar capaç de fer-ho, i els principals ducs electors van elevar a la corona diversos candidats que competien entre si en un període conegut com Gran Interregne des de l'elecció en 1246 d'Enric I Raspe i el comte Guillem II d'Holanda del partit güelf en oposició a Conrad IV d'Alemanya del partit gibel·lí. L'interregne es va tancar quan Rodolf IV d'Habsburg va ser elegit rei dels romans en 1273 com a candidat de compromís amb el nom de Rodolf I d'Alemanya.
El 1298, un grup de prínceps descontents amb el govern d'Adolf I d'Alemanya va nomenar rei Albert I d'Àustria i els exèrcits dels dos reis rivals es van trobar a Göllheim, a prop de Worms, i en la batalla Adolf fou mort. Després d'aconseguir el suport dels principals líders opositors a canvi de promeses, va ser escollit rei a Frankfurt el 27 de juliol de 1298 i coronat a Aquisgrà el 24 d'agost del mateix any.
La branca imperial de la Casa de Luxemburg es va extingir amb la mort de l'emperador Segimon, i van ser succeïts a la corona imperial pels Habsburg amb la coronació de Frederic III a Roma el 19 de març de 1452. El tron del Sacre Imperi Romanogermànic va ser ocupat contínuament pels Habsburg fins a la seva extinció en la línia masculina el 1740 a la mort de Carles VI que va desfermar la Guerra de Successió Austríaca que va acabar amb el tractat d'Aquisgrà va refermar la filla de Carles, Maria Teresa I d'Àustria que va establir dinastia dels Habsburg-Lorena en 1736 amb Francesc III de Lorena, que va governar l'imperi des del 1765 fins a la seva dissolució el 1806 per la derrota austríaca a la guerra de la Tercera Coalició a mans de Napoleó Bonaparte.

### Frederic III
Frederic III es va imposar en tots els conflictes sobrevivint als seus oponents, heretant les terres de Ladislau el Pòstum, de qui va guanyar la Baixa Àustria el 1457, i l'Alta Àustria del seu germà Albert, qui el 1462 va aixecar una insurrecció contra ell a Viena i l'emperador, que va rebre el suport del rei de Bohèmia, Jordi de Poděbrady, va ser assetjat a la seva residència per súbdits rebels. L'emperador no va mantenir les seves promeses econòmiques el que va induir a Maties Corví a fer la guerra en contra d'ell per tercera vegada el 1481. El rei hongarès va conquerir totes les fortaleses en els dominis hereditaris de Frederic. Finalment, l'1 de juny de 1485, al capdavant de 8.000 veterans, va fer la seva entrada triomfal a Viena, la qual va fer la seva capital, romanent en mans hongareses fins a la seva mort. A continuació, Estíria, Caríntia i Carniola van caure una darrere l'altre; Trieste es va salvar per la intervenció d'un cos expedicionari venecià. A la mort de Maties Corví en 1490 esclatà la Guerra de Successió Hongaresa i Frederic recuperà els territoris perduts durant la guerra austro-hongaresa.

### Maximilià I

Mapa de l'imperi amb la divisió de cercles de 1512

A la mort del seu pare el 1493, Maximilià I va reforçar l'autoritat imperial i centralitzà l'administració als seus extensos dominis, augmentats pel seu matrimoni amb Maria de Borgonya, que posteriorment passaren al seu net i successor Carles V. Va convocar el Reichstag a Worms el 1495, i el rei i els ducs van acordar diverses lleis, comunament conegudes com la Reforma imperial per a donar de nou una estructura a un imperi en desintegració, entre elles l'establiment dels Estats del Cercle Imperial i el Reichskammergericht, (cort de la cambra imperial), que en diferent grau persistirien fins al final de l'imperi el 1806. El 1499, després de la batalla de Dornach, que clogué la guerra de Suàbia, reconegué la independència de Suïssa mitjançant el tractat de Basilea. Es van necessitar algunes dècades més fins que la nova reglamentació fou universalment acceptada i la nova cort va començar a operar i fins al 1512 no s'acabaren de formar els cercles imperials. El rei, a més, es va assegurar que la seva pròpia cort, el Reichshofrat, continués funcionant en paral·lel a la Reichskammergericht. L'imperi va rebre també en 1512 el seu nou títol, Heiliges Römisches Reich Deutscher Nation (Sacre Imperi Romanogermànic). Maximilià I va morir el 12 de gener del 1519.

### Carles V

Possessions de Carles V en 1519
Castella
Aragó
Possessions borgonyones
Àustria
Sacre Imperi Romà

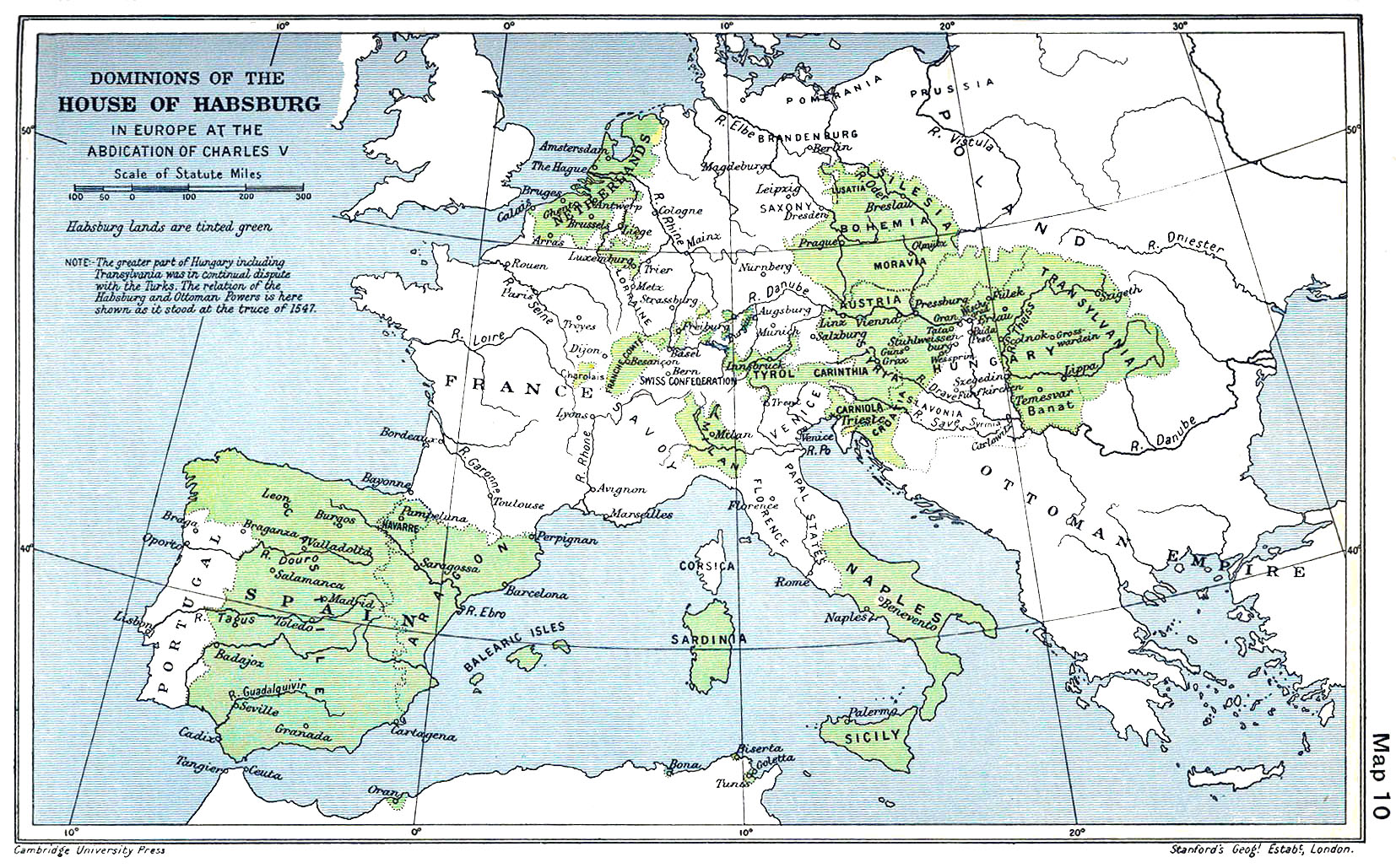
Possessions de Carles I a Europa en el moment d'abdicar en 1547

El gener de 1516, gairebé un quart de segle després del Descobriment d'Amèrica, va morir Ferran el Catòlic, i donada la incapacitat de la seva filla Joana I de Castella per governar, havia nomenat en el seu testament al seu net Carles com a successor, però abans que aquest assumís el comandament, el cardenal Primat d'Espanya Francisco Jiménez de Cisneros va exercir breument el poder al Regne de Castella. Carles, net de Maximilià, a la seva mort en 1519 va ser escollit sobirà del Sacre Imperi Romanogermànic rebent quatre herències, per part dels seus avis Ferran II el Catòlic la Corona d'Aragó, el Regne de Nàpols, Sardenya i Sicília, d'Isabel I de Castella la Corona de Castella, el Regne de Navarra, les illes Canàries, les places del Nord d'Àfrica, els territoris americans i el regne de Granada, de l'emperador Maximilià, Àustria i els drets de la corona imperial, i de Maria de Borgonya, Borgonya, Artois, Luxemburg, els Països Baixos, Flandes i el Franc Comtat. Carles va mantenir vint-i-cinc anys de guerra amb Francesc I de França. La primera guerra va iniciar-se el 1521 i finalitzà el 1526, a causa de disputes territorials a Navarra i a Itàlia, l'elecció de Carles com a emperador del Sacre Imperi Romanogermànic i la necessitat del papa Lleó X d'aliar-se amb Carles per combatre Martí Luter. Els francesos van atacar Flandes i Carles ocupà el Ducat de Milà, i la guerra va acabar amb la derrota francesa i la captura de Francesc a la batalla de Pavia, qui amb la signatura del tractat de Madrid de 1526 renunciva als drets sobre els territoris italians i de Flandes en favor de Carles, es comprometia a casar-se amb la germana de l'emperador, i renunciava a donar suport a Enric II de Navarra per a la recuperació del regne, però en quedar en llibertat va trencar el tractat, i es va reunir amb la Lliga de Cognac i el papa Climent VII esclatant una nova guerra en la que els imperials van saquejar Roma. Francesc va renunciar a intervenir en Itàlia i Carles renunciar a les seves pretensions sobre Borgonya per la Pau de Cambrai. Solimà I el Magnífic, amb el suport de Francesc va suposar una gran amenaça per Carles, assetjant Viena i assetjant la mediterrània, així que Carles va organitzar la prendre Tunis a Oruç Reis, però fracassant a Alger, en 1541. El 1536 va començar un nou conflicte entre França i l'Imperi dels Habsburg per l'annexió del ducat de Milà a l'Imperi, la que Francesc, aliat amb els protestants alemanys va respondre envaint Savoia, fins a la treva de Niça, però el 1542 esclatà de nou una nova guerra El 1544 la Pau de Crepy va posar fi a les lluites entre Carles i Francesc, que es van aliar contra els otomans.
Carles, defensor de la unitat religiosa catòlica, va veure com el luteranisme sorgia a Alemanya i a la Dieta de Worms de 1521 Martí Luter va ser declarat proscrit, iniciant l'enfrontament religiós entre catòlics i luterans, coneguts com a protestants des que els luterans es van reunir com a ordes reformades en la Segona Dieta de Speyer de 1529 protestant contra el restabliment de l'Edicte de Worms, suspès en 1526, i a la Dieta d'Augsburg de 1530 van presentar la Confessió d'Augsburg. El 1531 els protestants formen la lliga d'Esmalcalda i s'alien amb França i Dinamarca en una guerra contra l'emperador, que va respondre amb el Concili de Trento i la Contrareforma. Malgrat que a la Guerra d'Esmalcalda Carles va derrotar la Lliga a la batalla de Mühlberg, Carles V convocà els estats generals de 1547 i 1548, on va proclamar l'Ínterim d'Augsburg, una mena de compromís entre catolicisme i protestantisme que donava prioritat al catolicisme per tal de reintegrar el moviment luterà a l'Església catòlica i evitar la divisió de la Imperi. Per defensar la seva autonomia, Maurici de Wettin, Guillem el Savi, Albert Alcibíades i el seu cosí Albert I de Prússia van reaccionar amb l'Aliança de Torgau de 1551 mentre les tropes franceses van marxar contra el Rin per ocupar els Tres Bisbats. Després que els prínceps luterans aliats signessin el tractat de Chambord, les seves forces van fer campanya al Tirol i van obligar Carles a fugir a Villach, fins que en 1552 l'arxiduc Ferran I d'Àustria, va concloure la pau de Passau, per la qual va acceptar formalment la confessió luterana, confirmada pel mateix emperador a la pau d'Augsburg de 1555. Cansat de les nombroses guerres, durant les abdicacions de Brussel·les de 1555-1556, Carles I va deixar la corona Imperial al seu germà Ferran I d'Àustria i les de Castella i Lleó i Aragó, juntament amb les Índies Occidentals i les places nord-africanes al seu fill gran Felip II de Castella. Va retornar a Castella i el dia 3 de febrer de 1557 es va recloure al monestir de Yuste, Càceres, on va morir el 21 de setembre de 1558.

### Ferran I
Durant el regnat de Ferran I continuaren les guerres contra l'Imperi Otomà, que a la dècada de 1520 va iniciar un gran avanç cap a l'Europa central però fracassant en l'intent de conquesta de Buda i Pest el 1542. La Reforma protestant es va intensificar donant lloc a diverses guerres de religió. Ferran es va concentrar en construir un govern centralitzat per a Àustria, Hongria i Txeca en comptes de lluitar per la monarquia universal. Va reintroduir grans innovacions del seu avi Maximilià I com l'Hofrat (consell de la cort) que incorporaria una cancelleria i una tresoreria, i va afegir innovacions pròpies com la Raitkammer (oficina de col·leccions) i l'Hofkriegsrat, concebuts per contrarestar l'amenaça otomana, alhora que van sotmetre al súbdits austríacs rebels més radicals i va convertir la classe política de Bohèmia i Hongria en socis dels Habsburg. Tot i que va poder introduir models uniformes d'administració, els governs d'Àustria, Bohèmia i Hongria van romandre separats. El seu enfocament dels problemes imperials, incloent el govern, les relacions humanes i les qüestions religioses va ser generalment flexible, moderat i tolerant.

### Maximilià II
Maximilià II va ser coronat 1562 rei dels romans després d'assegurar als electors catòlics la seva fidelitat a la fe, i prometent als electors protestants que acceptava públicament la confessió d'Augsburg, i l'acceptaria en la seva condició d'emperador en el seu moment, i el setembre de 1563 va ser coronat rei d'Hongria. A la mort del seu pare, el juliol de 1564, el va succeir en la dignitat imperial i en els regnes d'Hongria, Croàcia i Bohèmia i l'Alta i Baixa Àustria. Creia en la necessitat d'una reforma profunda de l'Església que el papa Pius IV no va acceptar, va concedir llibertat religiosa a Àustria, i es va negar a permetre la publicació dels decrets del Concili de Trento, però sense accedir a les demandes dels prínceps luterans. Va defensar-se amb un gran exèrcit dels otomans, sense cap combat decisiu, i es va establir una treva el 1568; l'emperador va seguir pagant tribut al sultà com a preu de la pau a l'oest i nord del regne hongarès encara sota el control dels Habsburg. Les relacions entre Maximilià i Felip d'Espanya milloraren des de la mort del fill de Felip, Carles, que obria el camí per a la successió de Maximilià, o d'un dels seus fills, al tron espanyol, però no va poder moderar les actuacions del rei espanyol contra els rebels dels Països Baixos espanyols. En 1575, Maximilià va ser triat per part dels magnats polonesos i lituans com a rei de Polònia en contra d'Esteve Bathory, però no va aconseguir arribar a ser àmpliament acceptat allà i es va veure obligat a abandonar Polònia.

### Rodolf II
Rodolf II ostentà els títols d'emperador del Sacre Imperi Romanogermànic i els del Regne d'Hongria i del Regne de Bohèmia, i arxiduc d'Àustria. La Llarga Guerra Turca va esclatar en 1593 i Sinan Pasha va capturar Győr i Komarom el 1594. L'objectiu de la guerra dels otomans era apoderar-se de Viena, mentre que la Monarquia dels Habsburg volia recuperar els territoris centrals del Regne d'Hongria controlats per l'Imperi Otomà. El control sobre la línia del Danubi i la possessió de les fortaleses ubicades allà eren crucials. La guerra va acabar amb la pau de Zsitvatorok de 1606, amb escasses modificacions territorials: els otomans van guanyar les fortaleses d'Eger, Esztergom i Kanisza, però van perdre la regió de Vác (que havien ocupat des del 1541) davant Àustria. El tractat va confirmar la incapacitat dels otomans de penetrar més als territoris dels Habsburg i que Transsilvània estava més enllà del poder Habsburg. Tot i que l'emperador Rodolf havia fracassat en els seus objectius militars, va obtenir cert prestigi gràcies a aquesta resistència als turcs i presentant la guerra com una victòria.
L'accelerat deteriorament de la salut mental de Rodolf i el mal resultat de la guerra a Transsilvània i Hongria provocà que els seus germans li perdessin la confiança. En un consell de família celebrat a Linz l'abril de 1605 s'acordà obligar a Rodolf II a cedir la corona del regne d'Hongria al seu germà Maties. Un cop Maties s'assegurà en el juny de 1607 el seu nomenament com a rei d'Hongria, convocà la dieta d'Hongria pel gener de 1607, amb l'objectiu de que els nobles hongaresos l'acceptessin com a rei d'Hongria. Els dos germans hagueren de fer concessions per obtenir el recolzament de les respectives assemblees i finalment, en el Tractat de Lieben de 1608, Rodolf concedia a Maties el regne d'Hongria, el Danubi austríac i Moràvia. Havent concedit el tractat de Viena de 1606, que garantia la llibertat religiosa a Hongria i garantia el dret de Transsilvània a elegir els seus propis prínceps independents en el futur. Maties va escalar la situació concentrant 35.000 soldats a la frontera entre Moràvia i Viena. Els bohemis van aprofitar el moment de debilitat de Rodolf i li van exigir que fes respectar la seva fe protestant, i aquest accedí i que feu que els bohemis no recolzessin a Maties. L'exèrcit de Maties llavors va fer presoner a Rodolf al seu castell a Praga, fins a 1611, quan Rodolf es va veure obligat a cedir la corona del regne de Bohèmia al seu germà.

### Maties I
Maties va confiar la seva política a Melchior Klesl, que esperava arribar a un compromís entre l'Església Catòlica Romana i els estats protestants de l'Imperi per tal d'enfortir-lo. Les polítiques conciliatòries de Maties es van oposar als Habsburg catòlics més intransigents, en particular el germà de Maties, Maximilià III d'Àustria, que esperava assegurar la successió per l'inflexible catòlic Ferran III d'Àustria. L'inici de la revolta de la Bohèmia protestant el 1618 va causar l'empresonament de Klesl per Maximilià que va revisar les seves polítiques. Maties, vell i malalt, no va poder evitar una presa de control per la facció de Maximilià. Ferran, que ja havia estat coronat rei de Bohèmia en 1617 i d'Hongria en 1618, va succeir a Maties com a emperador del Sacre Imperi quan va morir a Viena el 1619 sense fills.

### Ferran II
Ferran, fill de Carles II d'Àustria Interior, educat pels jesuïtes, fou un dels més ferms partidaris de la contrareforma antiprotestant i un dels caps de la lliga alemanya catòlica, que pretenia suprimir tota mostra de fe no catòlica als seus territoris. En 1617, va ser escollit rei de Bohèmia, el 1618 rei d'Hongria, i emperador el 1619, succeint a Maties, que havia deixat al seu germà Albert VII d'Àustria la Baixa Àustria, Àustria Anterior i el Tirol, però abdicà en pocs mesos i Ferran reunificà el patrimoni. Els protestants van provocar la revolta de Bohèmia, i la defenestració de Praga en 1618 donant pas a la Guerra dels Trenta Anys. La corona de Bohèmia va constituir una confederació que trià com rei a Frederic V, elector del Palatinat, calvinista i líder de la Unió Protestant, i Ferran es disposà a recuperar l'autoritat sobre Àustria i Bohèmia.

Campanyes de la Guerra dels Trenta Anys

Els bohemis només van trobar el suport del l'Electorat del Palatinat, i amb la Guerra dels Vuitanta Anys suspesa per la Treva dels Dotze Anys, els Terços de Ambrosi Spinola envaïren el Baix Palatinat des de Flandes, mentre els imperials obrien fronts a Lusàcia i al sud de Bohèmia intentant fent-se camí cap a Praga. En la batalla de la Muntanya Blanca de 1620, les tropes imperials van obtenir una ràpida victòria sobre el rei de Bohèmia, que va fugir. Els nobles txecs van sofrir una dura repressió i calvinistes i luterans foren obligats a abjurar de la seva fe o exiliar-se. Els territoris de la Corona de Bohèmia van passar als Habsburg i Espanya va obtenir una part del Palatinat i ocupà la Valtellina al Camí dels espanyols entre les possessions italianes i els territoris d'Àustria, a Suïssa.
L'aliança entre els Habsburg alemanys i els hispànics va provocar l'aliança dels seus enemics i rivals a Europa: Gustau II Adolf de Suècia, Cristià IV de Dinamarca, les Províncies Unides i sobretot Lluís XIII de França. El rei de Dinamarca s'avançà al rei Suècia per temor que aquest dominés el mar Bàltic després de la guerra, però Ferran va aconseguir frenar-lo i les Províncies Unides van aprofitar per passar a l'ofensiva amb el suport financer de França i del tractat de Southampton de 1625, que va fer entrar al Regne Unit en guerra amb Espanya, i com que Espanya no va poder fer front a les seves obligacions de pagament, va fer fallida. Després de la victòria a la batalla de Lutter de 1626 els catòlics acabaran per entrar en el Regne de Dinamarca i s'apoderaran dels regnes independents de Mecklenburg, Pomerània i Jutlàndia, que els imperials no van abandonar fins al Tractat de Lübeck de 1629 a canvi d'un gran impost de guerra. L'emperador dugué a terme una violenta recatolització i l'Edicte de Restitució de 1629 suposà una dura repressió a la població protestant i la devolució a l'Església de tots els territoris que havien passat a poder dels protestants amb l'edicte de Nassau de 1552, que posà en peu de guerra els principats alemanys més importants.
Gustau II Adolf, que acabava de derrotar la Confederació de Polònia i Lituània cobejava Pomerània i no volia que el poder catòlic s'instal·lés al nord d'Alemanya, i el 1631 va envair Pomerània i Mecklenburg. Els prínceps alemanys estaven molt afectats econòmicament i l'emperador els va demanar més diners per a l'exèrcit, la guerra i el suport a l'Edicte de Restitució, i aconseguí mantenir l'edicte però no diners per l'exèrcit, i el pressupost d'Albrecht von Wallenstein quedà reduït a una quarta part. La intervenció de sueca va fer que l'emperador s'espantés i cregués que havia de rebaixar la tensió. Gustau Adolf va conquerir gran part del nord i centre d'Alemanya i continuà avançant cap al sud empenyent els imperials i la Lliga Catòlica a Westfàlia, Baviera i Àustria. Entre 1632 i 1635 Baviera queda ocupada pels suecs, que intenten un acostament a Viena però no arriben a assetjar-la mentre la causa imperial està realment molt tocada, sobretot per la guerra als Països Baixos. Els imperials comandats per Wallenstein envairen Saxònia i Gustau II Adolf mor en la batalla de Lützen sent succeït per Cristina de Suècia. L'emperador aconseguí la victòria en la batalla de Nördlingen el 1634, que serví per pactar condicions més favorables amb els protestants moderats i fer fora els suecs. La Pau de Praga el 1635 aconseguí un pacte amb la majoria d'estats protestants amb la cessió de Lusàcia a Saxònia, però la guerra continuà a causa de la intervenció en terrenys alemanys d'Espanya, Suècia i França.
Encara que França era un país majoritàriament catòlic, era un rival de l'Imperi i d'Espanya, i entrà en la guerra al costat protestant. El cardenal Richelieu, ministre en cap del rei Lluís XIII de França, trobava que els Habsburg eren massa poderosos, ja que dominaven una sèrie de territoris a l'est de la frontera francesa i tenien influència sobre les Províncies Unides, de tal manera que la seva àrea d'influència rodejava França. Després de ser derrotat per Carles IV de Lorena i Matthias Gallas al Rin, Alsàcia i Lorena, els exèrcits francesos es van mantenir centrats en la defensa, i la seva reconquesta. Ferran va morir el 1637, deixant al seu fill Ferran III emperador, IV d'Habsburg o Àustria, un imperi encara enredat en una guerra i la sort semblava estar cada vegada més desfavorable.

### Ferran III

#### La Guerra dels Trenta Anys
L'emperador Ferran s'enfrontava a una posició militar deteriorada en la Guerra dels Trenta Anys. Encara que havia forçat Johan Banér a tornar al Bàltic, Bernard de Saxònia-Weimar després de la batalla de Rheinfelden va capturar Breisach al desembre de 1638, assegurant el control francès d'Alsàcia i tallant el camí dels espanyols, obligant Gallas a desviar-hi recursos. Encara que Melchior von Hatzfeldt va derrotar una força combinada sueco-alemanya a la batalla de Vlotho a l'octubre, la manca de subministraments va obligar Gallas a retirar-se del Bàltic. L'abril de 1639, Banér va derrotar els saxons a la batalla de Chemnitz i va entrar a Bohèmia al maig i Ferran va haver de retirar l'exèrcit de Ottavio Piccolomini després d'alliberar Thionville, posant fi a la cooperació militar directa entre Àustria i Espanya. i la pressió per fer la pau va augmentar sobre Olivares després que amb el tall del camí dels espanyols havia d'abastir Flandes per mar i la flota holandesa va obtenir una victòria important a la batalla de les Dunes l'octubre de 1639.
La victòria francesa a la batalla de Kempen el gener de 1642 va ser seguida per la victòria a Breitenfeld a l'octubre de 1642, en la que el suec Lennart Torstensson va causar gairebé 10.000 baixes a l'arxiduc Leopold Guillem d'Àustria. La captura de Leipzig al desembre va donar als suecs una nova base important a Alemanya, i malgrat el seu fracàs en capturar Freiberg, el 1643 havia reduït l'exèrcit saxó a unes quantes guarnicions aïllades. Ferran va acceptar que una solució militar no era possible i lluitava per evitar que els Estats Imperials negociessin la pau amb França i Suècia, preservant així la seva autoritat i representar l'Imperi en el seu conjunt, i això va semblar possible quan Richelieu va morir el desembre de 1642 i Lluís XIII el maig de 1643, deixant com a rei el seu fill Lluís, de cinc anys. La política francesa es va mantenir sense canvis sota el seu successor, el cardenal Mazzarino, i els guanys a Alsàcia van permetre als francesos centrar-se en la guerra contra Espanya. El 1643, l'exèrcit de Flandes va envair el nord de França amb l'esperança d'alleujar la pressió sobre els seus exèrcits en altres fronts, però va ser derrotat decisivament per Lluís II de Borbó-Condé a la batalla de Rocroi el 19 de maig acabant amb qualsevol perspectiva de reobrir el camí dels espanyols, i Madrid finalment va acceptar que la guerra contra els holandesos no es podia guanyar. Tanmateix, Condé no va poder aprofitar plenament la seva victòria per les dificultats de provisionament i per la derrota de Josias von Rantzau a mans d'una força imperial-bavaresa liderada per Franz von Mercy a la batalla de Tuttlingen al novembre i que va provocar la pèrdua dels territoris guanyats en cinc anys.
En 1643 Torstenson va envair Moràvia. Poc després de la seva derrota a Rocroi, Ferran va convidar Suècia i França a assistir a les converses de pau a les ciutats de Münster i Osnabrück a Westfàlia, però aquestes negociacions es van retardar quan Cristià IV de Dinamarca va bloquejar Hamburg i va augmentar els pagaments dels drets del Sund al Bàltic afectant greument les economies holandesa i sueca, provocant que el desembre de 1643 esclatés la Guerra de Torstenson quan els suecs van envair Jutlàndia amb suport naval holandès i Torstenson va haver d'acudir al nord per contrarestar l'imprevist atac dut a terme per Dinamarca en els dominis suecs. Ferran va reunir un exèrcit imperial comandat per Matthias Gallas per atacar els suecs per la rereguarda, però Torstensson va deixar Carl Gustaf Wrangel per acabar la guerra a Dinamarca i va marxar contra l'Imperi el maig de 1644 sense que Gallas pogués aturar-lo. Malgrat les dificultats causades pel predomini marítim de la flota danesa, Torstenson, amb la seva fulminant intervenció, va paralitzar de fet les forces terrestres daneses, i obligà al rei Cristià IV de Dinamarca a signar el Tractat de Brömsebro després de la seva derrota a la batalla de Fehmarn l'octubre de 1644, avantatjós per a Suècia.
L'agost de 1644, els exèrcits francesos i bavaresos es van trobar en la batalla de Freiburg en la qual ambdós bàndols van patir nombroses baixes. Convençut que la guerra ja no es podia guanyar, Maximilià I de Baviera va pressionar Ferran perquè acabés amb el conflicte. Poc després que les converses de pau es reiniciessin al novembre, l'exèrcit imperial de Gallas es va desintegrar i les restes es van retirar a Bohèmia, on van ser dispersats per Torstensson a la batalla de Jankov, prop de Praga el març de 1645. Al maig, una força bavaresa comandada per von Mercy va destruir un destacament francès a la batalla de Herbsthausen, abans de ser derrotat i mort per l'exèrcit de Lluís II de Borbó-Condé va derrotar l'exèrcit en la batalla de Nördlingen. Privat del suport imperial, Joan Jordi I de Saxònia va signar una treva de sis mesos amb Suècia al setembre, i al març de 1646 el tractat d'Eulenberg pel que va acordar mantenir-se neutral fins al final de la guerra. A la pau de Linz de desembre 1645, l'emperador va posar al seu costat el príncep Jordi Rákóczi I de Transsilvània a canvi de garantir als estaments hongaresos el dret de representació imperial i la llibertat de religió per als protestants, fet que va impedir la Contrareforma i el futur domini absolutista a Hongria.
Els francesos a Renània comandats per Henri de la Tour d'Auvergne i el suecs comandats per Wrangel, que havia substituït Torstensson, van envair Baviera per separat l'estiu de 1646, i Maximilià es va desesperar per posar fi a una guerra que va ser el principal responsable d'iniciar. Els espanyols van donar a conèixer l'oferta secreta de Mazzarino d'intercanviar la Catalunya ocupada pels francesos pels Països Baixos espanyols, i els holandesos, enfadats per aquesta duplicitat, van acordar una treva amb Espanya el gener de 1647 negociant els seus propis termes de pau. En no haver aconseguit adquirir els Països Baixos a través de la diplomàcia, Mazzarino va decidir fer-ho per la força i alliberar recursos, i el 14 de març de 1647 amb la tractat d'Ulm signada amb entre França, Suècia, Baviera va renunciar a la seva aliança amb l'Imperi.
L'ofensiva francesa es va ensorrar quan les tropes de Turenne, majoritàriament alemanyes, es van amotinar i el general bavarès Johann von Werth es va negar a complir els acords d'Ulm. Encara que els amotinaments es van suprimir ràpidament, Maximilià es va sentir obligat a seguir l'exemple de Werth i al setembre va ordenar a von Bronckhorst-Gronsfeld que combines les restes de l'exèrcit de Baviera amb les tropes imperials sota von Holzappel. Superats en nombre per un exèrcit franco-suec dirigit per Wrangel i Turenne, van ser derrotats a la batalla de Zusmarshausen el maig de 1648 i von Holzappel va morir, tot i que el gruix de l'exèrcit imperial va escapar gràcies a una eficaç acció de rereguarda de Raimondo Montecuccoli, però Baviera va quedar indefensa una vegada més. Els suecs van enviar una segona força al comandament de Hans Christoff von Königsmarck per atacar Praga, apoderant-se del castell i del districte de Malá Strana al juliol. L'objectiu principal era aconseguir el major botí possible abans que acabés la guerra; no van aconseguir prendre el nucli antic però van capturar la biblioteca imperial, juntament amb tresors, inclòs el Còdex Gigas, ara a la Biblioteca Reial d'Estocolm. Quan una ofensiva espanyola a Flandes va acabar amb la derrota a la batalla de Lens l'agost de 1648, Ferran finalment va acordar els termes i el 24 d'octubre va signar la Pau de Westfàlia amb França i Suècia, posant fi a la guerra.

#### La Pau de Westfàlia
Els acords de Westfàlia van comportar que l'imperi patís importants pèrdues territorials. L'Antiga Confederació Suïssa era reconeguda com a nació plenament independent tot i que ja estaven fora de la legislació imperial pel tractat de Basilea de 1499 que va cloure la Guerra de Suàbia. Els Tres Bisbats, efectivament sota control francès des de 1552, foren oficialment cedits a França, juntament amb el Sundgau i el Breisach i la supremacia sobre la Decàpolis alsaciana de la línia cadet tirolesa dels Habsburg. Suècia guanyava la Pomerània Occidental, Wismar, Bremen i Verden i un vot a la Dieta Imperial. Brandenburg-Prússia rebia la Pomerània Oriental, els bisbats secularitzats de Halberstadt i Minden i el dret de successió del també secularitzat Arquebisbat de Magdeburg. Baviera va conservar la seva dignitat electoral que havia guanyat a l'inici de la guerra, creant-se un nou (el vuitè) estament electoral que escollia el Sacre Emperador Romà.
El poder de l'emperador es trencava, l'intent de Ferran de governar el Sacre Imperi Romanogermànic segons l'absolutisme va fracassar i es va posar fi a la dominació secular de l'Imperi sobre tot el cristianisme, però l'imperi i l'oficina imperial van continuar sent importants tot i que l'estat nació passava a ser el nivell més alt de govern sense estar subordinat a cap altre. A partir d'ara les institucions de l'imperi estarien ocupades a parts iguals per catòlics i protestants i els estaments imperials podien fer valer drets considerables. Els territoris més grans es van beneficiar més de les noves regulacions, entre les que estaven que els estats van rebre el dret a formar aliances amb potències estrangeres sempre que no fos contra l'emperador o l'imperi, i determinar una altra vegada el protestantisme com la religió oficial de les seves terres, tot i que es va sancionar la implementació de la Contrareforma als països centrals de Ferran i es donava reconeixement legal als calvinistes. Tres noves grans potències internacionals sorgiren d'aquesta pau: l'imperi Suec, les Províncies Unides Holandeses i el regne de França, tot i que el temps de Suècia com a gran potència seria breu.

#### Postguerra
Malgrat la pèrdua considerable d'autoritat a l'imperi, Ferran es va mantenir actiu en la política imperial i va restablir la seva posició a les institucions de l'imperi, va fer reestructurar el Consell Àulic, que competia amb el Tribunal de la Cambra Imperial, i a finals de 1652, va convocar una dieta imperial a Ratisbona, que va durar fins al 1654, la darrera tradicional en ser substituïda pel futur Reichstag perpetu, i en la que es va decidir que el contingut dels tractats de pau a Münster i Osnabrück sota la llei imperial havia de passar a formar part de la constitució imperial.
El poder sobirà de Ferran a les terres hereditàries austríaques i el seu poder a Hongria i Bohèmia era significativament més gran que el del seu predecessor reforçant el poder principesc i reduint enormement la influència dels estaments. La Contrareforma va continuar. A partir de les restes de l'exèrcit imperial Ferran va formar un exèrcit permanent que mostraria una gran eficàcia amb el seu successor, Leopold I. Ferran va ampliar i actualitzar massivament les fortificacions de Viena, amb una inversió de més de 80.000 florins]. En el congrés de pau de Nuremberg de 1649 i 1650 es va dur a terme la retirada definitiva de les tropes estrangeres i l'acord polític de la relació amb Suècia i França durant la qual les hostilitats gairebé van començar de nou.
L'emperadriu Maria Anna d'Espanya havia mort el 13 de maig de 1646 a conseqüència de les afeccions creades arran del seu últim part, el de l'arxiduquessa Maria que també morí. La seva filla Maria Anna fou promesa del príncep d'Astúries Baltasar d'Habsburg, però aquest morí el 1646. Ferran es va tornar a casar amb una altra cosina germana, Maria Leopoldina d'Àustria el 2 de juliol de 1648 en una cerimònia celebrada a Linz notablement esplèndida. El matrimoni, però, va durar poc més d'un any i va acabar amb la mort prematura de la pròpia Maria Leopoldina en el part. El 7 d'octubre de 1649 Marianna contragué matrimoni amb el pare del que havia estat el seu promès, el seu oncle Felip IV, un monarca que, havent enviudat i havent perdut el seu fill i hereu, optava així a una probable descendència masculina. L'últim matrimoni de Ferran va ser amb Elionor de Màntua l'any 1651, una dona molt culta i pietosa que va escriure poemes, va dirigir un acadèmia literària i va animar la vida cultural de Viena. Encara que de formació catòlica, va ser molt tolerant amb els escriptors protestants. Va fundar diversos monestirs, entre ells el de les Ursulines, a Viena. Era també protectora de l'ordre de les carmelites. Així mateix també va fundar l'orde religiós de les esclaves de la virtut.
L'emperador va aconseguir ajornar algunes de les qüestions constitucionals que eren especialment perilloses per al seu poder. El fet que alguns dels nobles elevats pel seu pare al rang de príncep obtinguessin un escó i un vot al Reichstag parla de la seva força creixent, i el Reichstag va fer una aliança el 1656 amb la Confederació de Polònia i Lituània contra les agressions de Carles X de Suècia durant la Segona Guerra del Nord. Ferran també va provocar l'elecció com a rei dels Romans, rei d'Hongria i rei de Bohèmia del seu fill Ferran IV, que va morir el 1654. Com que el seu segon fill Leopold encara era massa jove per ser elegit, Ferran va retardar l'obertura i la conclusió del Deputationsstag després del Reichstag per guanyar temps fins a les properes eleccions. Finalment, Leopold va ser coronat rei d'Hongria i Bohèmia. Ferran va morir, el 1657.

### Leopold I
El juliol de 1658, més d'un any després de la mort del seu pare, Leopold I va ser elegit emperador del Sacre Imperi Romanogermànic a Frankfurt en oposició al cardenal Mazzarino, que va intentar coronar Ferran Maria de Baviera o d'algun altre príncep no Habsburg. Va governar el Sacre Imperi Romanogermànic fins a la seva mort el 1705, convertint-se en el segon emperador dels Habsburg amb més temps (46 anys i 9 mesos). Va ser alhora un compositor i un considerable mecenes de la música.
La primera guerra de Leopold va ser la Segona Guerra del Nord entre 1655 i 1660 en la que el rei Carles X Gustau de Suècia va intentar convertir-se en rei de la Confederació de Polònia i Lituània amb l'ajuda d'aliats com el príncep de Transsilvània Jordi Rákóczi II. El pare de Leopold s'havia aliat amb el rei Joan II Casimir Vasa de Polònia el 1656, i el 1657, Leopold va ampliar aquesta aliança per incloure les tropes austríaques (pagades per Polònia), van ajudar a derrotar l'exèrcit de Transsilvània i van fer campanya fins a Dinamarca, i la guerra va acabar amb el Tractat d'Oliwa el 1660.
El regnat de Leopold és conegut pel conflictes amb l'Imperi Otomà. En 1663, els otomans van endegar una desastrosa invasió d'Àustria, que finalitzà en la batalla de Sant Gotard, guanyada pels cristians. Els austríacs no van poder donar continuïtat a aquesta victòria i van haver de signar la pau de Vasvár favorable als otomans a causa de l'amenaça francesa a la frontera occidental, El conflicte va esclatar de nou amb la Gran Guerra Turca, que va tenir lloc entre 1683 i 1699. La victòria de les potències de la Sagrada Lliga (els Habsburg, Polònia, Venècia, i Rússia) va venir de mans dels talents militars del príncep Carles V de Lorena, qui el setembre de 1683, amb el suport del rei polonès Joan III Sobieski, va atacar i derrotar els turcs que assetjaven Viena i va dirigir diverses expedicions a l'Hongria ocupada pels otomans, conquerint Budapest el 1686, i després de la batalla de Mohács l'any següent, Eslavònia i Transsilvània. Amb el tractat de Karlowitz, Leopold va recuperar gairebé tot el Regne d'Hongria, que havia caigut sota el poder turc els anys posteriors a la batalla de Mohács de 1526 i marcà l'inici del replegament otomà als Balcans.
La rivalitat amb el seu cosí germà Lluís XIV de França a l'oest va portar a tres guerres contra França: la guerra Francoholandesa entre 1672 i el 1678, que acabà amb el Tractat de Nimega, la Guerra de les Reunions que va acabar amb la cessió de a França de Luxemburg i Estrasburg pel tractat de Ratisbona de 1684, la Guerra dels Nou Anys que finalitzà pel tractat de Rijswijk el 1697 amb la devolució de Lorena i Luxemburg a Leopold, i la Guerra de Successió Espanyola, quan Leopold va intentar donar al seu fill petit l'arxiduc Carles l'herència espanyola promovent el Pacte mutu de successió entre els arxiducs Josep i Carles, sense tenir en compte el testament del difunt Carles II de Castella, que havia designat a Felip d'Anjou, i Leopold va iniciar una guerra que aviat va engolir bona part d'Europa. Els primers anys de la guerra van anar força bé per a Àustria, amb victòries a la batalla de Schellenberg i la batalla de Blenheim, però la guerra s'allargaria fins al 1714, nou anys després de la mort de Leopold, i amb prou feines va tenir efectes en els altres estats en guerra, però a la Corona d'Aragó va dur als decrets de Nova Planta. Quan la pau va tornar amb el tractat d'Utrecht, no es podia dir que Àustria va sortir tan triomfant com ho va fer de la guerra contra els turcs.

### Josep I
Josep I l'any 1687 rebé la Corona d'Hongria i el títol de rei de Romans que l'identificaven inequívocament com a hereu d'Àustria i del Sacre Imperi Romanogermànic, i el 1705 succeí com a emperador al seu pare, concentrant-se en la lluita els francesos durant la Guerra de Successió Espanyola recolzant la causa del seu germà el príncep Carles d'Àustria per aconseguir la corona hispànica. El príncep Eugeni de Savoia dugué a terme diverses campanyes al nord d'Itàlia en contra de les tropes del rei francès, Lluís XIV de França, i recolzà monetàriament i amb homes les tropes del britànic duc de Malborough a Flandes i Alemanya. Malgrat tot, durant aquest període l'emperador hagué de fer front a una forta revolta a Hongria en contra el poder habsburg, i després de pacificar el territori hongarès no exercí una forta repressió política amb la qual cosa guanyà certa popularitat al país. Fou un dels primers monarques a demostrar certa aversió en contra dels jesuïtes. Aquesta aversió la mostrarien altres monarques europeus posteriorment. Fou un enamorat de les arts, la música i la caça. Josep inicià certes gestions per proclamar una Pragmàtica Sanció en favor de l'abolició de la Llei Sàlica. Aquesta política continuà en el govern del seu germà Carles.

### Carles VI
Estant la Guerra de Successió Espanyola en curs i en un punt crític, quan Carles perdia a la península i els seus aliats guanyaven a l'exterior, el seu germà, l'emperador Josep I, va morir sobtadament, per la qual cosa es va dirigir a Viena per assumir la successió al tron imperial, provocant un canvi de suports de les potències europees. El 1711 Carles VI va ser coronat emperador i la Guerra de Successió Espanyola va finalitzar amb la signatura el 1713 del Tractat d'Utrecht i el 1714 del Tractat de Rastatt i el Tractat de Baden, en aplicació dels quals Felip V fou reconegut com a rei d'Espanya amb la condició de renunciar als seus drets al tron francès, evitant així la unió de les dues corones; L'Imperi va annexionar-se gran part dels antics dominis espanyols a Itàlia i als Països Baixos. Carles va promulgar la Pragmàtica Sanció del 1713 davant la falta de fills mascles, que establia la indivisibilitat del regne i permetia l'ascens de les dones al tron imperial. El seu fill Leopold va néixer en 1716 i va morir poc després, i un any més tard va néixer María Teresa. L'any següent va veure l'arribada d'una altra noia, Maria Anna.
Carles va haver de fer front als atacs dels turcs entre 1716-1718 i conquerí part de terres turques a Valàquia i Sèrbia, arribant fins al Danubi, però aquests guanys els perdé en la guerra de 1737 a 1739 pel Tractat de Belgrad després del setge otomà a Belgrad del juliol a setembre de 1739. Fins al 1725 amb el Tractat de Viena no renuncià a la corona hispana, per a ell i per als seus descendents. Carles VI d'Àustria morí el 20 d'octubre de 1740 a Viena però el seu intent per aconseguir que la seva filla fou hereva foren contestats per França, Prússia, Baviera i Saxònia, que van iniciar la Guerra de Successió Austríaca amb la invasió de Silèsia per Frederic el Gran.

### Maria Teresa I d'Àustria
Fins i tot durant la Guerra de Successió Austríaca, Maria Teresa va centrar la seva atenció en les reformes guiades pel despotisme il·lustrat, L'emperadriu va aprendre de les reformes militar i educativa de Prússia, i creia que l'aparell estatal central i absolutista havia de substituir les institucions estamentals obsoletes i fragmentades. A la mort del seu marit Francesc l'any 1765, el seu fill Josep va esdevenir emperador i va ser fet corregent per la seva mare als dominis austríacs. Com a emperador, tenia poc poder veritable, doncs la seva mare havia decidit que ni el seu marit ni el seu fill l'havien de privar mai del control sobirà dels seus dominis hereditaris. Josep, en amenaçar amb renunciar al seu lloc com a corregent, va induir la seva mare a reduir la seva antipatia per la tolerància religiosa.

#### Guerra de Successió Austríaca
A la mort del seu pare l'any 1740 tan sols el Regne Unit s'havia compromès fermament a donar suport a Maria Teresa com a arxiduquessa, i dos mesos després Frederic el Gran va envair i annexionar la major part de Silèsia i després de la victòria a la batalla de Mollwitz en abril de 1741 va signar una aliança contra Àustria amb França. Carles Albert de Baviera, gendre de l'emperador Josep I va rebutjar la Pragmàtica Sanció del 1713 i va reclamar els territoris alemanys dels Habsburg, aliant-se amb França i Espanya pel tractat de Nymphenburg. Una força combinada franco-bavaresa va creuar el Rin el 15 d'agost avançant pel Danubi cap a Viena, i mentre Frederic completava la conquesta de Silèsia, Maurici de Saxònia va prendre Praga el 26 de novembre de 1741, permetent que Carles Albert de Baviera fos coronat rei de Bohèmia el 9 de desembre a Praga, i el 24 de gener de 1742 emperador del Sacre Imperi Romanogermànic, privant els Habsburg d'un títol electiu que ostentaven ininterrompudament des del segle XIV, però Maria Teresa va derrotar els franco-bavaresos a la batalla de Sankt Pölten, avançant pel Danubi i recuperant Bohèmia i l'Alta Àustria, mentre una segona columna a través del Tirol prenia Múnic.
Al centre d'Itàlia, l'exèrcit aliat espanyol i napolità havia avançat cap a Mòdena on el duc Francesc III d'Este, s'havia aliat amb ells, però el comandant austríac Otto Ferdinand von Traun va capturar Mòdena obligant el duc a signar la Convenció de Torí per la que el Regne de Sardenya canviava de bàndol. Frederic va derrotar de nou els austríacs a la batalla de Chotusitz en 1742, signant el Tractat de Berlín i el Tractat de Breslau en 1742, pels que Maria Teresa es veié obligada a lliurar Silèsia a Prússia i va recuperar Praga. Prússia es va tornar a unir a la guerra per evitar que Àustria recuperés Silèsia, envaint Bohèmia a mitjans de 1744. A la mort de Carles Albert de Baviera en 1745 França no va fer cap esforç per bloquejar l'elecció del duc Francesc, i reforçada per aquesta important victòria política, va continuar els seus intents de recuperar Silèsia sent derrotada en la batalla de Soor el 30 de setembre. El 15 de desembre, els prussians van forçar Saxònia a sortir de la guerra amb la victòria a la batalla de Kesselsdorf, que va conduir al Tractat de Dresden. La guerra mostrà la debilitat de Maria Teresa, que hagué de pagar un alt preu per consolidar-se com a hereva del seu pare. Maria Teresa cedia a Prússia el ducat de Silèsia i a canvi acceptava Francesc de Lorena com a nou emperador. Maria Teresa cedia a Espanya els ducats italians de Parma, Piacenza i Guastalla, territoris que el rei Ferran VI d'Espanya cedia alhora al seu germà Felip I de Parma. Finalment, Savoia rebria part del ducat de Milà. D'aquesta manera, Prússia, Espanya, Savoia i França acceptaven Maria Teresa com a hereva del seu pare. Aquest acord quedà reflectit en el Tractat d'Aquisgrà de 1748.

#### Guerra dels Set Anys

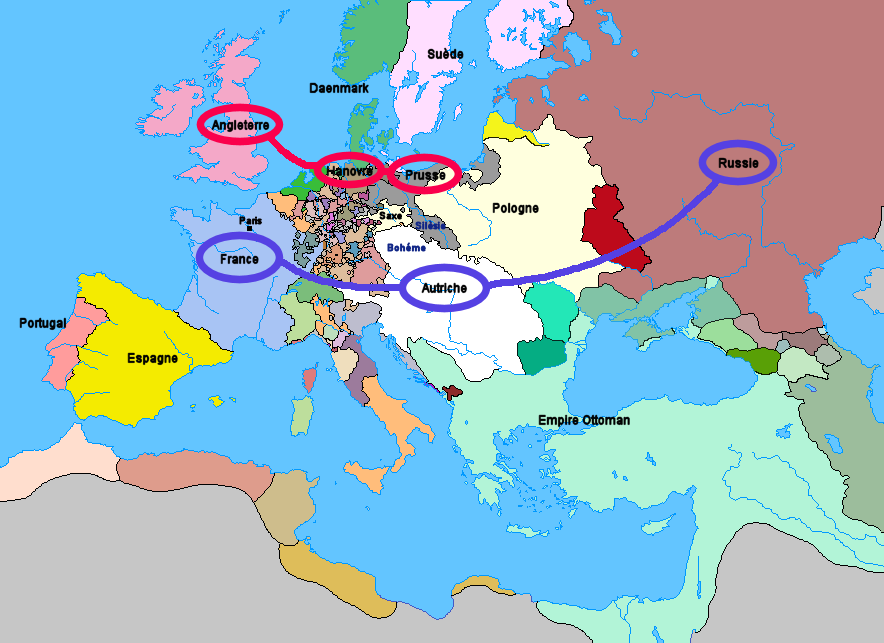
Aliances firmades arrel de la Revolució Diplomàtica

Maria Teresa intentà reconquerir Silèsia a Frederic el Gran, i Lluís XV, responent a les captures del Regne de la Gran Bretanya de vaixells comercials francesos, i sol·licità l'ajuda austríaca, mentre que Rússia es mantenia aliada amb Àustria tement les aspiracions prussianes sobre la Confederació de Polònia i Lituània. La rivalitat austroprussiana va fer que Frederic el Gran, que havia rebut informes dels enfrontaments a Amèrica del Nord, formés una aliança amb Jordi II de la Gran Bretanya pel tractat de Westminster, i en resposta, l'Arxiducat d'Àustria i el Regne de França signaren el Tractat de Versalles, una inversió en el sistema d'aliances europees vigent fins aleshores, que va degenerar en la Guerra dels Set Anys (1756-63), en què Prússia, aliada amb el Regne Unit i el Regne de Hannover, feu front amb èxit a la coalició constituïda per Àustria, Saxònia, Rússia i França.
El 15 de maig de 1756 la Gran Bretanya declarà la guerra a França, que començà en sòl europeu el 29 d'agost de 1756 quan Frederic va atacar l'Electorat de Saxònia anticipant-se a la invasió austrofrancesa de Silèsia, per eliminar una amenaça per a Prússia i usar l'exèrcit i el tresor saxons per avançar a Bohèmia, on podria establir quarters d'hivern i envair Moràvia des de Silèsia, apoderar-se d'Olmütz i avançar cap a Viena per forçar la fi de la guerra. Frederic va poder ocupar Dresden fàcilment el 9 de setembre, i després de la batalla de Lobositz Maximilian Ulysses Browne va quedar assetjat a la fortalesa de Pirna pels prussians. L'exèrcit saxó es va rendir el 14 d'octubre, incorporant-se per la força a l'exèrcit prussià, i l'endemà, Saxònia es rendeix, havent retardat la campanya prussiana.
Frederic prengué de nou la iniciativa l'abril de 1757 quan va envair Bohèmia, vencent el 6 de maig a la Batalla de Praga i va posar setge a la ciutat. L'emperadriu va enviar al mariscal von Daun, derrotant Frederic a la batalla de Kolin el 18 de juny i obligat a retirar-se. A la batalla de Rossbach el 5 de novembre, Frederic derrota la coalició entre França i el Sacre Imperi i el 5 de desembre la coalició cau derrotada Àustria a la batalla de Leuthen i el 20 de desembre caigué Breslau i amb ella el control austríac de Silèsia. L'atac a la neutral Saxònia va causar indignació a tot Europa i l'enfortiment de la coalició antiprussiana. Frederic s'havia consolidat com el millor general i les seves tropes com les millors d'Europa, tanmateix va perdre l'oportunitat de destruir completament l'exèrcit austríac a Leuthen que va escapar a Bohèmia. Frederic esperava que les dues victòries aclaparadores portarien Maria Teresa a la taula de pau, però ella estava decidida a no negociar fins que no hagués recuperat Silèsia, i va millorar el comandament dels austríacs després de Leuthen substituint el seu cunyat incompetent, Carles Alexandre de Lorena, pel mariscal von Daun.
El 1763, la guerra a l'Europa central estava en un punt mort entre Prússia i Àustria. Prússia havia recuperat gairebé tota Silèsia als austríacs després de la victòria a la batalla de Burkersdorf i tot i que la seva situació financera no era greu, el regne estava devastat i l'exèrcit severament afeblit, mancat d'homes i havent perdut tants oficials i generals efectius que semblava impossible una ofensiva contra Dresden. Els britànics havien estat aturats pel nou primer ministre, John Stuart, i Pere III de Rússia havia estat enderrocat per la seva dona, Caterina II de Rússia, que va posar fi a l'aliança de Rússia amb Prússia i es va retirar de la guerra. Àustria, però, com la majoria de participants, s'enfrontava a una greu crisi financera i va haver de reduir la mida del seu exèrcit afectar molt el seu poder ofensiu. En aquell moment, Àustria encara controlava Dresden, el sud-est de l'Electorat de Saxònia i el comtat de Glatz al sud de Silèsia, però la perspectiva de la victòria era feble sense el suport rus, i Maria Teresa I d'Àustria havia abandonat en gran part les seves esperances de reconquerir Silèsia; el seu canceller, el seu marit i el seu fill gran la van instar a fer les paus, mentre que Daun va dubtar a atacar Frederic. El 1763 es va arribar a un acord de pau amb el Tractat de Hubertusburg, en què Glatz va ser retornat a Prússia a canvi de l'evacuació prussiana de Saxònia. Això va acabar amb la guerra al centre d'Europa.

#### Primera partició de Polònia

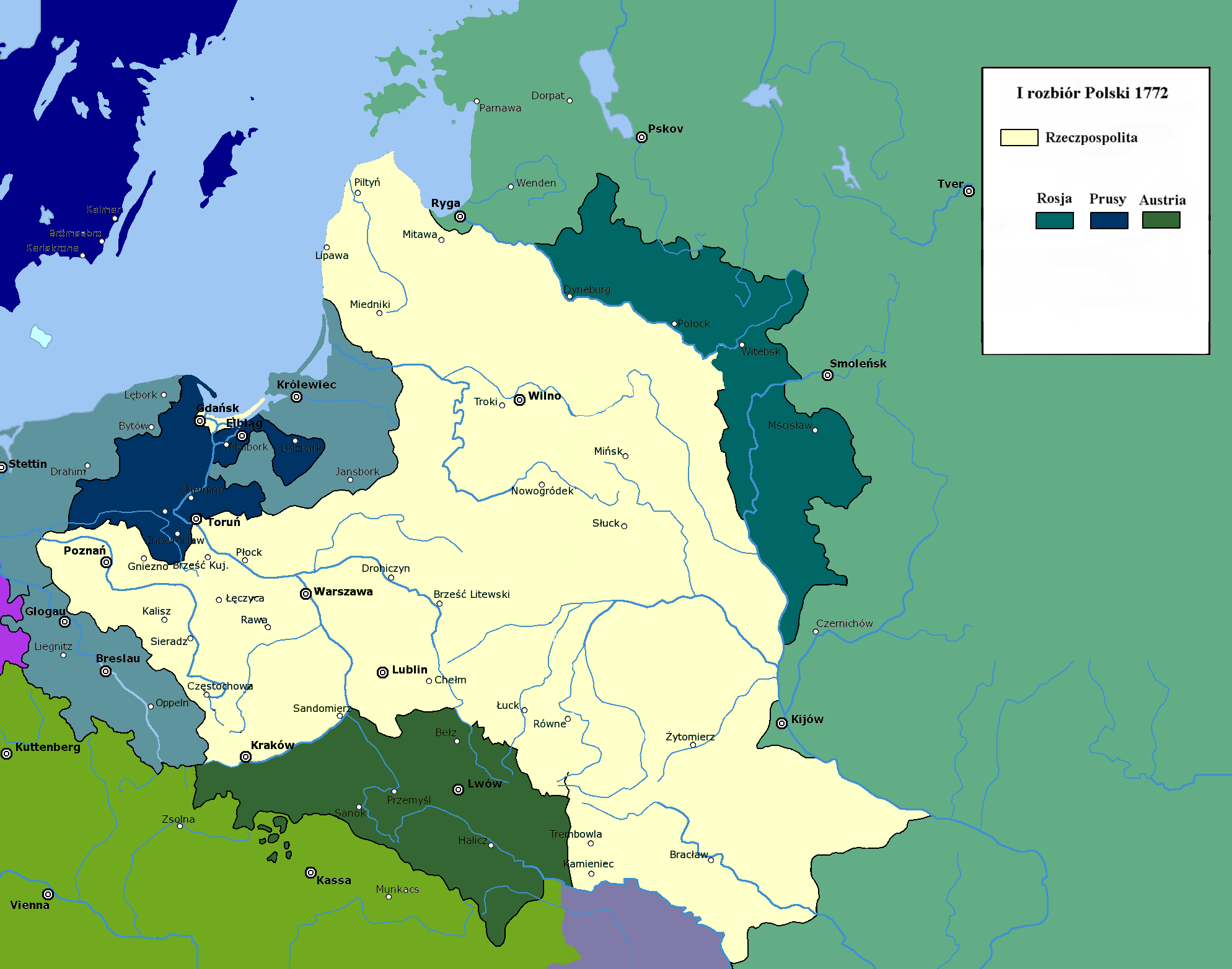
Les terres arrabassades per les tres potències en la partició de Polònia

La Confederació de Bar, oposada a Estanislau August Poniatowski i la influència russa a Polònia, prengué fortificacions i ciutats desafiant l'autoritat del monarca amb l'oposició de grans aristòcrates que van demanar suport militar i financer a l'Imperi Rus i Prússia, mentre que els confederats van demanar auxili a Àustria, donant el pretext per a una intervenció militar. A principis d'agost, els exèrcits dels tres països van envair la confederació i van ocupar els territoris que s'havien acordat repartir. A Àustria li van correspondre Zator i Auschwitz (Oświęcim), part de la Petita Polònia amb parts dels comtats de Cracòvia i Sandomierz (amb les riques mines de sal de Bochnia i Wieliczka), i la totalitat de Galítsia, menys la ciutat de Cracòvia.

#### Guerra de Successió bavaresa
En 1778, després de la mort sense fills de Maximilià III Josep de Baviera, els austríacs van ocupar Baviera, i Frederic, que no acceptava reforçar el poder i la influència d'Àustria al sud d'Alemanya i interferir en la seua intenció d'unir Prússia amb els marcgraviats d'Ansbach i Bayreuth, va convèncer Carles de Zweibrücken, següent en la línia de successió bavaresa, i a l'elector de Saxònia Frederic August III, que reclamava una altra part de Baviera, a protestar, i com Àustria es va negar a retirar-se de Baviera, al juliol de 1778, Frederic i el príncep Enric van envair el regne Habsburg de Bohèmia; les forces austríaques a les ordres de Josep II van mantenir les seues posicions al llarg de la frontera entre Silèsia i l'Arxiducat d'Àustria. L'enfrontament va començar amb breus escaramusses, ja que cap de les parts volia arriscar-se a un conflicte obert. Els intents per evitar la guerra es van fer a través de la correspondència personal entre Frederic i Maria Teresa i la mediació de l'Imperi Rus i el Regne de França. El Tractat de Teschen de 1779 va posar fi a la guerra. amb el retorn a Baviera tot el territori que havia adquirit, accedir a la futura unió de Prússia amb Ansbach i Bayreuth; i finalment, una indemnització per l'elector de Saxònia.

### Josep II del Sacre Imperi Romanogermànic
Josep II va estrènyer les relacions amb Rússia a la qual va donar suport militar en la guerra que lluitava contra Turquia el febrer de 1788, quan els otomans s'havien concentrat a Belgrad i els austríacs confiaven en el suport rus a Moldàvia. El juliol els otomans van travessar el Danubi i van irrompre al Banat austríac però els otomans van evacuar Bessaràbia i Valàquia i Ernst Gideon von Laudon va reconquerir Belgrad i Bucarest i Sèrbia fou ocupada pels Habsburg. El Tractat de Sistova del 4 d'agost de 1791 va cloure la guerra i Àustria va retornar tot el territori conquerit tret de la cessió d'Orsowa.
Josep va dirigir el seu govern cap a un nou camí influït pel seu canceller d'Estat Wenzel Anton, Príncep de Kaunitz-Rietberg intentant fer realitat el seu ideal de despotisme il·lustrat definint un sistema per al bé comú, millorant i secularitzant l'educació i creant noves universitats donant suport a les idees enciclopedistes, i per completar la submissió a l'estat laic, la secularització de les terres eclesiàstiques, i la reducció dels ordes religiosos i del clergat en general. Va emetre la Patent de Tolerància de 1781 que proporcionava una limitada llibertat de culte. Va promocionar de la unitat administrativa mitjançant l'ús obligatori de l'alemany en l'administració, substituint el llatí o, en alguns casos, les llengües locals, tot allò que des del punt de vista de la il·lustració semblava raonable.
Va iniciar una política de liberalització comercial, es va fomentar el desenvolupament de la "indústria" i es va unificar el sistema fiscal, iniciatives basades en idees mercantilistes amb les quals es va tractar d'impulsar l'economia. Va abolir la servitud i les corporacions en donar garanties als camperols sobre la propietat permetent la seua emancipació que la seva mare havia començat, abolint la servitud el 1781 i decretant en 1789 que els pagesos s'havien de pagar en metàl·lic en comptes d'obligacions laborals, una política rebutjada amb violència per la noblesa, el clergat, els comerciants i els camperols ja que l'economia de bescanvi no tenia diners. Josep també va abolir la pena de mort el 1787, una reforma que es va mantenir fins al 1795.

### Leopold II
L'any 1790 moria a Viena sense descendència Josep II i el seu germà Leopold fou nomenat emperador, a més d'esdevenir arxiduc d'Àustria i rei d'Hongria. Arribat a Àustria es troba en una situació de descontentament generalitzat tant als dominis belgues i hongaresos, fent-los concessions per estabilitzar la situació i signant amb l'Imperi Otomà el Tractat de Sistova en 1791 per cloure la guerra retornant tot el territori conquerit tret d'Orsowa. Espantat per la Revolució francesa a França, decideix intervenir i el 27 d'agost de 1791, després d'haver consultat nobles francesos emigrats, promulga amb Frederic Guillem II de Prússia la declaració de Pilnitz. El curt regnat de Leopold de tan sols dos anys i les conseqüències de la Revolució Francesa impossibilitaren l'aplicació de les reformes que aplicà a la Toscana durant el seu regnat. A més a més, Leopold acudí en ajuda als reialistes francesos per tal que s'exiliessin a Àustria provocant que aquests conspiressin dia rere dia per provocar una intervenció austríaca a França i va morir dos mesos abans que França declarés la guerra a Àustria.

### Francesc II del Sacre Imperi Romanogermànic

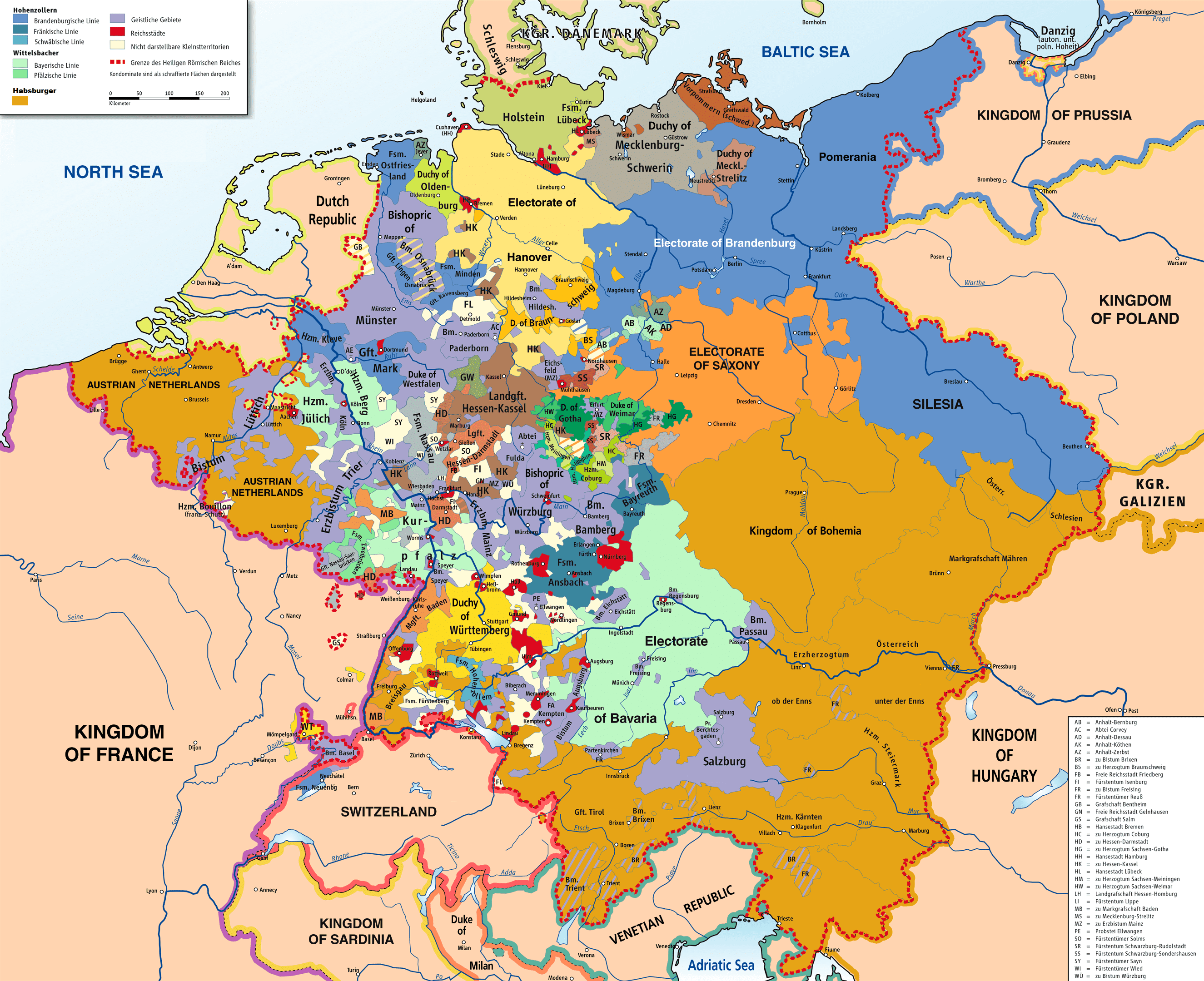
L'imperi i les seves subdivisions i vassalls en 1789

La Revolució Francesa va impressionar profundament Francesc II i va arribar a desconfiar del radicalisme en qualsevol forma. El 1794, es va descobrir una conspiració «jacobina» als exèrcits austríac i hongarès i els líders van ser jutjats, però les sentències només van vorejar el perímetre de la conspiració. Francesc va establir una àmplia xarxa d'espies policials i censors per controlar la dissidència i la censura també va prevaler.

#### Primera Coalició
El 20 d'abril de 1792, l'Assemblea Nacional francesa declarà la guerra a Àustria i el ministre Charles François Dumouriez preparà una immediata invasió dels Països Baixos austríacs, on esperava que la població local s'alcés contra el domini austríac, però amb l'exèrcit completament desorganitzat, es produïren desercions en massa i el juliol, les forces prussianes van conquerir amb facilitat les fortaleses de Longwy i Verdun sur Meuse i el príncep de Condé proclamà el Manifest de Brunswick pel què el propòsit dels aliats era restablir Lluís XVI de França, causant una revolta a París, l'empresonament de la família reial i a la proclamació de la Primera República Francesa. Les relacions entre Àustria i França s'agreujaren amb l'execució de l'arxiduquessa Maria Antonieta d'Àustria i els austríacs declararen la guerra a França i formant la Primera Coalició, que uní els exèrcits austríacs, prussians i d'altres estats alemanys contra França. L'avenç de les forces austroprussianes a França quedà deturat amb el triomf dels exèrcits revolucionaris a la batalla de Valmy i Prússia va retirar-se de França. Els francesos aconseguiren ocupar Niça i Savoia i formaren la República Lígur, mentre el general Custine va arribar a Frankfurt. Als Països Baixos, Dumouriez derrotà els austríacs a la batalla de Jemappes el 6 de novembre, cosa que li va permetre ocupar el territori a principis de l'hivern. La Primera Coalició conclogué amb la firma del Tractat de Campo Formio on els francesos obtingueren definitivament Bèlgica, el control sobre gran part de la vall del Rin i la península italiana i la divisió de la República de Venècia entre Àustria i França.

#### Segona Coalició
Els austríacs i el Regne Unit crearen una Segona Coalició amb l'entrada de Rússia el 1799 obrint fronts a Itàlia i Suïssa. Els èxits inicials de la Coalició canviaren a partir de 1800 quan Napoleó Bonaparte va enviar al General Moreau a Alemanya, i ell va travessar els Alps derrotant els austríacs a la batalla de Marengo, negociant la retirada austríaca del Piemont, Ligúria i la Llombardia. Moreau vencé a les batalles d'Engen, Stockach, Moëskirch, Hochstadt, amb les que els austríacs van retirar-se fins al riu Inn, i els francesos van assegurar la riba esquerra del Danubi i prendre Múnic, i després Moreau va guanyar la batalla de Hohenlinden, avançant en direcció cap a Viena, i els austríacs van demanar la pau amb l'armistici de Steyr el 25 de desembre. Entretant en la batalla del riu Mincio el general Guillaume Brune va derrotar els austríacs que van retrocedir fins a Treviso, on es va signar un armistici que portaria al tractat de Lunéville el febrer de 1801 quan els francesos estaven a 80 km de Viena, acceptant el control francès sobre el riu Rin i les repúbliques-satèl·lit franceses de la República Lígur i la República Batava.

#### Tercera Coalició. L'imperi es dissol
La Tercera Coalició fou firmada entre Àustria, Regne Unit i Rússia el 1805. El gran enfrontament fou la batalla d'Austerlitz on l'exèrcit de la Coalició fou anorreat per l'exèrcit francès i hagué d'acceptar els termes del tractat de Pressburg. Els Habsburg van perdre les seves últimes possessions a Itàlia, Llombardia va tornar a França, i Venècia, Ístria i Dalmàcia es van afegir al Regne napoleònic d'Itàlia mentre que el Tirol i el Vorarlberg van caure en mans de Baviera. Amb aquests guanys territorials, amb el consentiment de Napoleó, a principis de 1806 es va establir el Regne de Baviera i el Regne de Württemberg. Napoleó declarava la constitució del Sacre Imperi Romanogermànic abolida i els principats del Rin es van independitzar l'1 d'agost de 1806 formant la Confederació del Rin, i el 6 d'agost de 1806 el Sacre Imperi Romanogermànic desapareixia formalment, i els dominis de Francesc II es limitaren al nou Imperi Austríac. Els successors de Francesc van continuar titulant-se emperadors d'Àustria fins al 1918. L'emperador esdevingué emperador d'Àustria i obtingué diferents territoris secularitzats entre els quals destaca el Bisbat de Salzburg.

## Emperadors de l'Imperi Austríac

### Francesc I
La derrota a la batalla d'Austerlitz on l'exèrcit de la Tercera Coalició fou anorreat per l'exèrcit francès va significar que Francesc II hagués d'acceptar els termes del tractat de Pressburg. Els Habsburg van perdre les seves últimes possessions a Itàlia, Llombardia va tornar a França, i Venècia, Ístria i Dalmàcia es van afegir al Regne napoleònic d'Itàlia mentre que el Tirol i el Vorarlberg van caure en mans de Baviera. Amb aquests guanys territorials, amb el consentiment de Napoleó Bonaparte, a principis de 1806 es va establir el Regne de Baviera i el Regne de Württemberg. Napoleó declarava la constitució de l'Imperi abolida i els principats del Rin es van independitzar l'1 d'agost de 1806 formant la Confederació del Rin, Les demandes d'Àustria sobre els estats alemanys es van rebutjar sense excepció. El 6 d'agost de 1806 Francesc va dissoldre el Sacre Imperi Romanogermànic doncs no volia que Napoleó, la liderava Confederació amb el títol de Protector, fos el seu successor. Aquesta acció va ser reconeguda per Jordi III del Regne Unit que també era l'Elector de Hannover i que havia perdut els seus territoris alemanys al voltant de Hannover, incorporats al nou Regne de Westfàlia. Els dominis de Francesc es limitaren al nou Imperi Austríac, que governà com Francesc I d'Àustria, i els seus successors van continuar titulant-se emperadors d'Àustria fins al 1918. L'emperador esdevingué emperador d'Àustria i obtingué diferents territoris secularitzats entre els quals destaca el Bisbat de Salzburg.
Malgrat la derrota a la Tercera Coalició, Francesc intentà de nou un atac contra França el 1809 amb una Cinquena Coalició aprofitant l'ocupació francesa d'Espanya. Després de les derrotes a la batalla de Wagram i la batalla de Znaim, la pau es va signar al Tractat de Schönbrunn el 14 d'octubre de 1809, perdent encara més territori enfront de Napoleó. Johann Philipp von Stadion va presentar la seva renúncia com a ministre d'Afers Exteriors, l'emperador va oferir immediatament el lloc a Klemens Wenzel Lothar von Metternich i permeté el casament de la seva filla primogènita, l'arxiduquessa Maria Lluïsa d'Àustria amb Napoleó per garantir la supervivència de l'Imperi. Francesc es convertí en un vassall de Napoleó perdent gran part del seu prestigi internacional que l'afectà greument en el control d'Alemanya al llarg del Segle XIX en detriment del Regne de Prússia.
Klemens von Metternich estava decidit a restablir la influència d'Àustria a Europa proposant converses generals de pau encapçalades per Àustria. L'aliança d'Àustria amb França va acabar el febrer de 1813, i Àustria va passar a una posició de neutralitat armada. Després del desastre de la Grande Armée a la Invasió francesa de Rússia, Àustria, l'Imperi Rus i Prússia van veure finalment una oportunitat de derrotar-lo. Àustria liderà la Sisena Coalició i s'erigí en principal estat-líder, i Napoleó finalment va ser derrotat en la batalla de Leipzig en Saxònia, l'octubre de 1813, i van emprendre la reeixida invasió de França el 1814, que va forçar a Napoleó a abdicar i va obrir el camí a la restauració dels Borbó. Metternich liderà el Congrés de Viena que instaurà certa hegemonia austríaca al continent europeu.
El Congrés de Viena reportà important guanys territorials a Àustria, que incorporà el Regne Llombardovènet de nova creació, amb Dalmàcia, Eslovènia i Ístria, i consolidà les annexions d'antics territoris secularitzats, com ara Salzburg o Trento i noves incorporacions territorials com els territoris de l'antiga República de Venècia. El Congrés creà la Confederació Germànica per mantenir la seguretat dels petits estats del desaparegut Sacre Imperi Romanogermànic, segons es determinà en el Tractat de París de 1814. La presidència honorífica corresponia a l'emperador d’Àustria, permetent-li mantenir cert control sobre Alemanya El Congrés també establí la Santa Aliança dels monarques absoluts (Àustria, Prússia i l'Imperi Rus), encarregada de garantir el manteniment de l'ordre procedent de l'Antic Règim arreu i evitar noves sublevacions liberals. Durant la dècada de 1820, Àustria dirigí importants maniobres militars al Regne de les Dues Sicílies per tal de garantir l'absolutisme borbònic i controlar les aspiracions liberals dels napolitans. Entre anys 1815 i 1835, es consolidà el sistema de relacions exteriors basat amb el model de Metternich. Internament, l'emperador realitzà escasses reformes que contribuïren a certa decadència de l'Imperi dels Habsburg al Segle XIX arran de la seva incapacitat per establir un estat nació al seu territori. Francesc I morí a Viena l'any 1835. La corona austríaca passà al seu fill primogènit, el poc capacitat Ferran I d'Àustria.

### Ferran I d'Àustria
De naturalesa malaltissa i amb cert retard mental fou coronat en 1830 el va coronar com a rei d'Hongria amb poca dissidència, però el govern efectiu el feia Klemens Wenzel Lothar von Metternich. En la societat, la revolució industrial estava creant noves formes de vida per a les classes obreres; a part, una premsa popular estenia consciència política, i els valors nous i les idees de democràcia, radicalisme, liberalisme, el nacionalisme i el socialisme començaven a aparèixer. Malgrat els esforços contundents i sovint violents de les potències establertes i reaccionàries per contenir-les, les idees disruptives van guanyar popularitat exigint una constitució, el sufragi universal masculí, la llibertat de premsa, la llibertat d'expressió i altres drets democràtics, l'establiment de milícies civils, l'alliberament dels camperols, la liberalització de l'economia, l'abolició de les barreres aranzelàries i l'abolició de les estructures de poder monàrquiques a favor de l'establiment d'estats republicans, o almenys la restricció del poder príncep en forma de monarquies constitucionals. La Revolució de 1848 tingué una forta repercussió a l'Imperi Austríac, i molt principalment a les ciutats de Viena, Praga, Budapest i Milà. Iniciada la revolució, Metternich fugí del país i s'instal·la a Londres, i Ferran abdicà el 2 de desembre en favor de Francesc Josep d'Àustria. Acabada la revolució l'any 1849, Ferran i la seva muller es traslladaren a Praga on visqueren la resta de la seva vida.

### Francesc Josep I d'Àustria

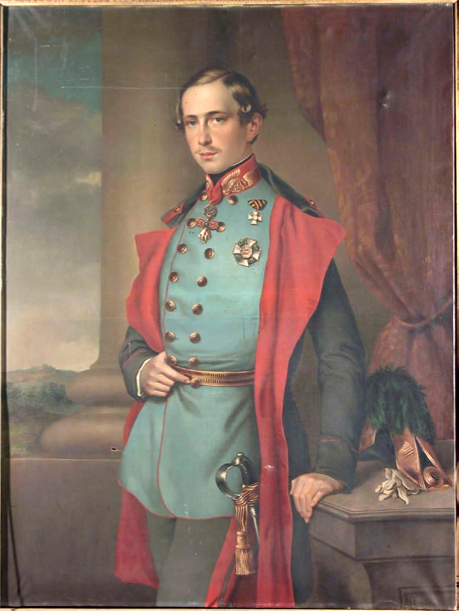
Francesc Josep I (1852) per Theodor Sockl

La Revolució de 1848 fou controlada per l'exèrcit imperial amb l'ajuda de l'exèrcit rus mentre la família imperial s'instal·là a Innsbruck. A la mort de Felix zu Schwarsenberg el 1852, el ministre de l'Interior, Alexander von Bach, va dictar en gran part la política a Àustria i Hongria centralitzant l'autoritat administrativa de l'Imperi austríac i avalant polítiques reaccionàries, amb un gran augment de la llibertat econòmica a la dècada de 1850, abolició dels drets duaners interns i emancipació dels camperols. El concordat d'agost de 1855 que va donar a l'Església catòlica el control de l'educació i la vida familiar.
La primera guerra d'independència italiana es va lliurar entre el 1848 i 1849, entre el Regne de Sardenya i l'imperi austríac, i a les batalles de Custoza i Novara els Austríacs de Joseph Radetzky von Radetz van derrotar els piemontesos. En la seva qualitat de líder de la Confederació Alemanya, Àustria va participar amb voluntaris a la Primera Guerra de Schleswig (1848–1850). La segona guerra de la independència italiana, en 1859 va enfrontar al Segon Imperi Francès i el Regne de Sardenya-Piemont amb l'Imperi Austríac, i es va tancar amb el Tractat de Zuric el novembre, pel que els Habsburg van cedir la Llombardia a França, la qual la va cedir a la casa de Savoia. Àustria conservà el Vèneto, el Trentino, el Tirol del Sud, el Friül - Venècia Júlia i les fortaleses de Mantova i Peschiera. Tots els estats italians, fins i tot el Vèneto, que era austríac, hagueren d'unir-se a una confederació italiana, presidida pel Papa. La derrota fou un cop psicològic important per l'emperador, un cop que feu que abandonés la vanitat que en part havia marcat la primera dècada del seu regnat.
L'any 1864 esclatà la Guerra dels Ducats al nord d'Alemanya per les pretensions daneses d'annexar-se els ducats de Slesvig-Holstein, que provocaren la intervenció conjunta d'Àustria i de Prússia. D'acord amb la convenció de Gastein que va posar fi a aquesta guerra, el Ducat de Holstein va quedar sota domini d'Àustria, i els de Slesvig i Lauenburg sota el de Prússia, però cap dels dos països va quedar satisfet amb l'acord. Prússia, però, declarà la guerra a Àustria l'any 1866 i Itàlia va aprofitar la situació per declarar la guerra a Àustria el 20 de juny. Els Habsburg es van veure obligats a buscar un armistici amb Itàlia a causa de l'enfonsament dels seus exèrcits del nord després de la decisiva batalla de Sadowa i el ràpid avanç prussià cap a Bohèmia i cap a Viena. Amb la pèrdua de la província de Venècia pel Tractat de Viena i l'hegemonia del Regne de Prússia, l'impuls cap a la unificació de tots els estats del nord d'Alemanya creà en 1867 la Confederació d'Alemanya del Nord encapçalada per Guillem I de Prússia, integrada per un govern federal de 21 estats del Nord que excloïa Àustria. Per primera vegada en més quatre-cents anys els Habsburg quedaven relegats als seus dominis austríacs i fora de joc tant a Itàlia com a Alemanya, concloent el Compromís Austrohongarès de 1867, que va atorgar una major autonomia a Hongria i va transformar l'Imperi austríac en la monarquia dual de l'Imperi Austrohongarès.

## Emperadors de l'Imperi Austrohongarès

### Francesc Josep I
Des de 1867, i principalment des del 1871 fins al 1914 Àustria s'hagué d'acontentar a tenir un paper secundari en els afers europeus. Aïllat de la cursa colonial, Francesc Josep I d'Àustria seguí veient en els Balcans el seu mercat i la seva expansió, dins d'aquesta lògica es produeix la incorporació de la província de Bòsnia al país. Malgrat tot, el problema de les nacionalitats aparegué cada vegada amb més cruesa i les reivindicacions nacionals s'estengueren per tot el país però principalment als Balcans i a la República Txeca. De mica en mica Àustria s'acostà a Alemanya per tal de garantir una potent aliança militar que amb el pas dels anys la portaria a la Primera Guerra Mundial. Francesc Josep declarà la guerra a Sèrbia a conseqüència de les pressions de l'Estat Major arran de l'assassinat de l'arxiduc Francesc Ferran d'Àustria a Sarajevo el 1914. L'emperador morí d'una pneumònia a Viena el 21 novembre de 1916.

### Carles I d'Àustria i IV d'Hongria
Carles va accedir al tron amb 29 anys després que morís el seu ancià besoncle, enmig de la Primera Guerra Mundial. La seva coronació era urgent i va tenir lloc el 29 de desembre de 1916, evitant les cerimònies dilatòries que havien estat usuals en els Habsburg en temps de pau, el que va posar de manifest el declivi final de l'imperi. El nou emperador va tractar de treure l'imperi Austrohongarès de la guerra perr la situació econòmica del país, que no parava d'empitjorar, amb una inflació severa, descontentament massiu entre els camperols per les requisacions de guerra, i fort rebuig dels sindicats obrers a la militarització de la indústria. En esvair-se a finals de 1916 la possibilitat que Rússia pogués envair Àustria i Hongria es va fer evident que Alemanya era la força dominant dels Imperis Centrals políticament i militar, provocant una nova causa de descontentament entre la població eslava d'Àustria i Hongria. El mateix emperador desitjava la pau per la convicció personal que la sagnia humana del conflicte podria continuar durant molt temps més. L'esclat de la Revolució d'Octubre de 1917 a Rússia va causar que Carles intensifiqués els seus esforços per una pau negociada. Iniciada la dissolució de l'imperi després de la derrota davant els italians en la batalla de Vittorio Veneto, Carles va renunciar a la prefectura de l'Estat l'11 novembre 1918 i a formar part de qualsevol futur govern austríac, però no als seus drets com a cap de la dinastia. Tractava així de mantenir la possibilitat que pervisqués la monarquia Habsburg amb un altre membre de la família imperial. Va partir immediatament cap a l'exili a Suïssa.
Els Estats Units d'Amèrica van donar suport als processos independentistes que posaren fi a l'imperi. Els primers a formalitzar la nova situació foren els txecs i els eslovacs, que proclamaren la seva independència el 28 d'octubre de 1918; Hongria es va declarar independent el 31 d'octubre, malgrat que Transsilvània, on hi havia una important minoria hongaresa, va passar a Romania. El 29 d'octubre els eslaus del sud formaren l'Estat dels Eslovens, Croats i Serbis, que, poc després, l'1 de desembre, s'uní amb Montenegro en el Regne dels Serbis, Croats i Eslovens. Tant a Àustria com a Hongria, s'hi van proclamar repúbliques, per la qual cosa els Habsburg hagueren de marxar cap a l'exili.

## Caps de la Casa d'Habsburg (postmonarquia)
Aïllat internacionalment i menyspreat no només pels nous estats sinó també per les potències internacionals, Carles I d'Àustria i IV d'Hongria emprengué el camí de l'exili cap a l'illa portuguesa de Madeira. Malgrat que Hongria s'havia convertit en una monarquia sota la regència del mariscal Miklós Horthy, Carles i la seva família no es pogueren instal·lar al país hongarès davant la negativa del regent. Carles morí a Madeira l'any 1922, quatre anys després d'haver marxat d'Àustria, com a conseqüència d'una severa pneumònia. Carles morí completament a la ruïna, havent estat incapaç de traslladar a l'exterior la seva fortuna personal.
Otó d'Habsburg-Lorena va ser des del 1922 fins al 2007 cap de la Casa Imperial i Reial d'Habsburg, i fins a la seva majoria d'edat en 1930 la seva guardiana fou la seva mare Zita de Borbó-Parma, i des de 2006, quan el seu pare va abdicar de les pretensions, ho és Carles d'Habsburg-Lorena.

## Els Habsburg a la monarquia hispànica (1516-1714)
Als diversos Països Catalans, com a part de l'antiga corona d'Aragó, així com en la corona de Castella els Habsburg hi regiren per successió dinàstica: el primer en fou l'emperador Carles V, per ser el net dels reis catòlics. Quan Carles va abdicar, va originar dues dinasties de la família diferents: els Habsburg que regirien com a emperadors del Sacre Imperi Romanogermànic al centre d'Europa; i els Habsburg que regirien la monarquia hispànica i les seves possessions d'ultramar; aquests segons foren els sobirans dels diversos països catalans al llarg de bona part de l'edat moderna entre el 1516-1519 i el 1707-1714.
Com a monarques d'una sèrie de territoris vasts i molt heterogenis, els Habsburg hispànics es van caracteritzar sobretot per ser absents permanentment de les nacions que regien, en les quals el rol pràctic de la monarquia l'exerciren en realitat els seus virreis, les Audiències i fins i tot la Inquisició. A partir de Felip II la residència i la cort quedaren fixades a Castella, i la seva política fou manifestament centralista. En la mateixa línia que altres monarquies europees, els Àustria encarnaren els moderns principis de l'absolutisme o autoritarisme monàrquic, en lluita constant en contra de la tradició pactista pròpia a la Corona d'Aragó, fet que va generar nombrosos conflictes jurídics per contrafurs (tant reals com suposats) com en tants altres estats europeus. Finalment, els Habsburg hispànics també es caracteritzaren per assumir la defensa dels valors religiosos de la Contrareforma catòlica.

### Carles V
Carles I (I també als països de la corona d'Aragó) que regnà sobre l'Imperi espanyol entre 1516-1556: amb només 16 anys, el 1516 va succeir en la pràctica el seu avi Ferran II el Catòlic com a sobirà dels estats que conformaven la corona d'Aragó (i igualment feu en la corona de Castella). Al Principat de Catalunya va jurar com a comte de Barcelona el 1519 en nom propi, però també en el de la seva mare Joana la Boja (a través de la qual li venien els drets successoris del seu avi). La notícia que havia estat elegit emperador li va arribar precisament a Barcelona, motiu pel qual va marxar per ser coronat (fet que succeí a Aquisgrà el 1520), però sense convocar les necessàries corts del Regne de València. Carles va regir les seves vastes possessions seguint la concepció medieval borgonyona (i catalana) patrimonial que entenia els diversos estats com a subjectes autogovernats per llurs pròpies lleis i interessos, i que l'únic que tenien en comú era un mateix sobirà. Pel que fa a la corona d'Aragó, va establir el costum de convocar les corts a Montsó per als tres regnes, (1533, 1537, 1542, 1547, 1553). Seguint la tradició medieval (i la necessitat política) va ser un monarca itinerant, i visità en diverses ocasions els estats catalans. A la corona d'Aragó, els primers anys del regnat de Carles I, el Regne de València i el Regne de Mallorca. van ser els regnes de més conflicte social, perquè estaven afectats per un malestar social i una crisi econòmica. A València, aquest moviment, anomenat la revolta de les Germanies, es va iniciar el 1519 per la falta de direcció del país, ja que els dirigents n'havien marxat per por de la pesta. Representants de les classes populars van crear la Junta dels Tretze i van assumir el poder municipal. Del 1521 al 1523 va ser la fase més radical d'aquesta revolta, quan s'hi van afegir els camperols que, dirigits per Vicent Peris, van aconseguir ocupar el castell de Xàtiva i derrotar els senyors de Gandia al sud. No obstant això, van ser vençuts (a València el 1521, i a Xàtiva i Alzira el 1522) i durament reprimits per Germana de Foix. Al nord no van durar tant i van ser vençuts per les tropes senyorials. A Mallorca hi va haver un moviment semblant que també tingué una fase de menor intensitat i una de radical dirigida per Joanot Colom, qui va aconseguir que els senyors es repleguessin i els va assetjar. El 1523, però, van ser vençuts a Mallorca per les tropes reials. El 1555, amb la creació del Consell d'Itàlia, va desvincular el Regne de Nàpols de la Corona d'Aragó.
Durant el regnat de Carles, la corona de Castella va expandir els seus territoris sobre gran part d'Amèrica amb la conquesta de l'Imperi Asteca per Hernán Cortés el 1521. Pedro de Alvarado va iniciar la conquesta dels territoris centreamericans que donarien lloc al Regne de Guatemala i l'adelantado Francisco de Montejo, en companyia del seu fill i del seu nebot va conquerir la península de Yucatán entre 1527 i 1546, i el virrei Antonio de Mendoza va començar l'extensió dels territoris conquerits, originalment el centre-sud de Mèxic, cap a l'oest i al nord. Francisco Pizarro va iniciar la conquesta de l'Imperi inca pocs dies després que acabés la Guerra Civil inca en 1532. Diego de Almagro al sud de la governació de Nova Castella es va enfrontar als maputxes i ocupà Cusco iniciant una guerra civil entre els conquistadors del Perú que va concloure amb la victòria dels Pizarro a la batalla de Las Salinas, l'abril del 1538 i l'execució d'Almagro. Pedro de Heredia fundà en 1533 Cartagena d'Índies i el 1538 Gonzalo Jiménez de Quesada va iniciar la colonització del Nou Regne de Granada derrotant els muisques i la seva confederació, a l'actual Colòmbia, fundant les ciutats de Santa Fe de Bogotà, Tunja i Vélez. Sebastián de Belalcázar va fundar el 1534 San Francisco de Quito i Francisco de Orellana, després de fundar Guayaquil, es va internar a l'Amazònia i va descobrir el riu Amazones. Juan Sebastián Elcano va fer la circumnavegació el 1522, acabant l'expedició que va començar Fernão de Magalhães i assentant les primeres bases de la sobirania espanyola als arxipèlags de les Filipines i les Mariannes.

### Felip II (I)
Felip II (I) entre 1556-1598: Felip va succeir Carles quan aquest abdicà el 1556. Educat a la castellana, va ser un rei absolutista i va continuar amb les institucions heretades d'ell seguint una política totalment antagònica, establint Madrid i El Escorial (1561) com a seu de la cort i residència reial, reduint les visites als seus estats i establint definitivament la pràctica de l'absentisme tan habitual de la dinastia dels Habsburg, administrant els seus territoris a través d'oficials i virreis. Va visitar el Principat el 1564 i el 1585. Castella va esdevenir el centre de l'Imperi de Felip, amb una administració localitzada a Madrid. No va viatjar als territoris de fora la península Va convertir el país en un primer regne modern, amb una administració, i per primer cop burocràcia, fins aleshores desconeguda, amb un procés de confessionalització de la monarquia que va començar en 1560, durant el Concili de Trento i de l'afirmació de l'Església Catòlica, Apostòlica i Romana enfront del Protestantisme que va suposar la Contrareforma. Els administratius imposats per Felip van ser obligats a tenir estudis universitaris, principalment de les Universitats de Salamanca i Alcalà d'Henares. Així mateix va reduir els càrrecs administratius de la noblesa.
A principis de 1565, un nombrós grup de nobles menors, inclòs Lluís de Nassau, el germà petit de Guillem I d'Orange-Nassau va formar el Compromís dels Nobles que van sol·licitar la fi de la persecució dels protestants, que fou rebutjada per Margarida de Parma, germana de Felip i governadora dels Països Baixos espanyols, decretant-se la prohibició de predicar el protestantisme. El descontentament entre els calvinistes va esclatar amb l'iconoclasme, iniciant-se la guerra dels vuitanta anys. Margarida de Parma va renunciar en 1567 i va ser succeïda per duc d'Alba i Guillem d'Orange es va convertir en el líder indiscutible de la revolta.
La victòria de la Lliga Santa a la batalla naval de Lepant de 1571 va aturar l'expansionisme turc pel Mediterrani Occidental. Felip II es va adonar cada cop més que la línia dura del duc d'Alba era contraproduent als Països Baixos i la lluita contra els turcs va reprendre's de manera que les finances ja ajustades havien de dividir-se en dos fronts. Per això va nomenar Lluís de Requesens i Zúñiga, un diplomàtic i administrador, com a nou governador dels Països Baixos, i li va encarregar la tasca de seguir una política més moderada i es va negociar una treva amb l'Imperi Otomà perquè Felip II va intentar evitar les amenaces de Ponent i dominar el Mediterrani Oriental aprofitant el mal moment que travessava l'Imperi Otomà. A la mort de Lluís de Requesens, i mentre el nou governador Joan d'Àustria arribava a Brussel·les, els Estats Generals van assumir el govern, la potestat legislativa del país i el dret de crear i reunir un exèrcit davant el buit de poder creat amb la Pacificació de Gant de 1576. Tement els elements radicals de la Revolta, les províncies valones meridionals d'Artesia, Hainaut i Flandes Occidental i nobles catòlics descontents, es van tornar a unir a Espanya el 6 de gener de 1579 a través de la Unió d'Arràs. A la mort de Joan d'Habsburg de pesta en 1578, Alexandre Farnese el va succeir i es va establir una aliança militar al nord el 23 de gener de 1579, la Unió d'Utrecht. Amb la mort d'Enric III de França sense fills i un hereu al tron protestant, Enric de Navarra, una França protestant era una amenaça massa gran per al catolicisme a Europa, per a ell més important que la lluita contra els holandesos rebels i la guerra dels hugonots havia tornat a esclatar. Espanya va fer fallida el 1596 i va haver de signar la Pau de Vervins amb França el 1598, el punt final del període imperial d'Espanya a Europa tot i l'abjuració feta del protestantisme per Enric IV de França amb l'Edicte de Nantes, que havia evitat l'accés d'un rei hugonot al tron francès. Això va millorar molt la situació de la República, i la revolta holandesa va passar de gairebé desesperada el 1588 a gairebé guanyar el 1598.
Al Regne d'Aragó l'ambient polític estava alterat des del 1571 amb les Alteracions de Terol arran del poc respecte reial per les constitucions aragoneses demostrat en el plet del virrei estranger, els problemes al comtat de Ribagorça. el despòtic tractament dels senyors als vassalls, i la repressió de les revoltes a les alteracions d'Ariza, Ayerbe i Monclús, las protestes per l'abús del Privilegi dels Vint a Saragossa, i els violents enfrontaments entre montanyesos i moriscos i pel Plet del virrei estranger. Els conflicte s'afegiren a les anomenades alteracions d'Aragó, i Felip II exercí una repressió severa amb la irrupció de tropes castellanes, feu executar el Justícia i modificà les constitucions aragoneses.

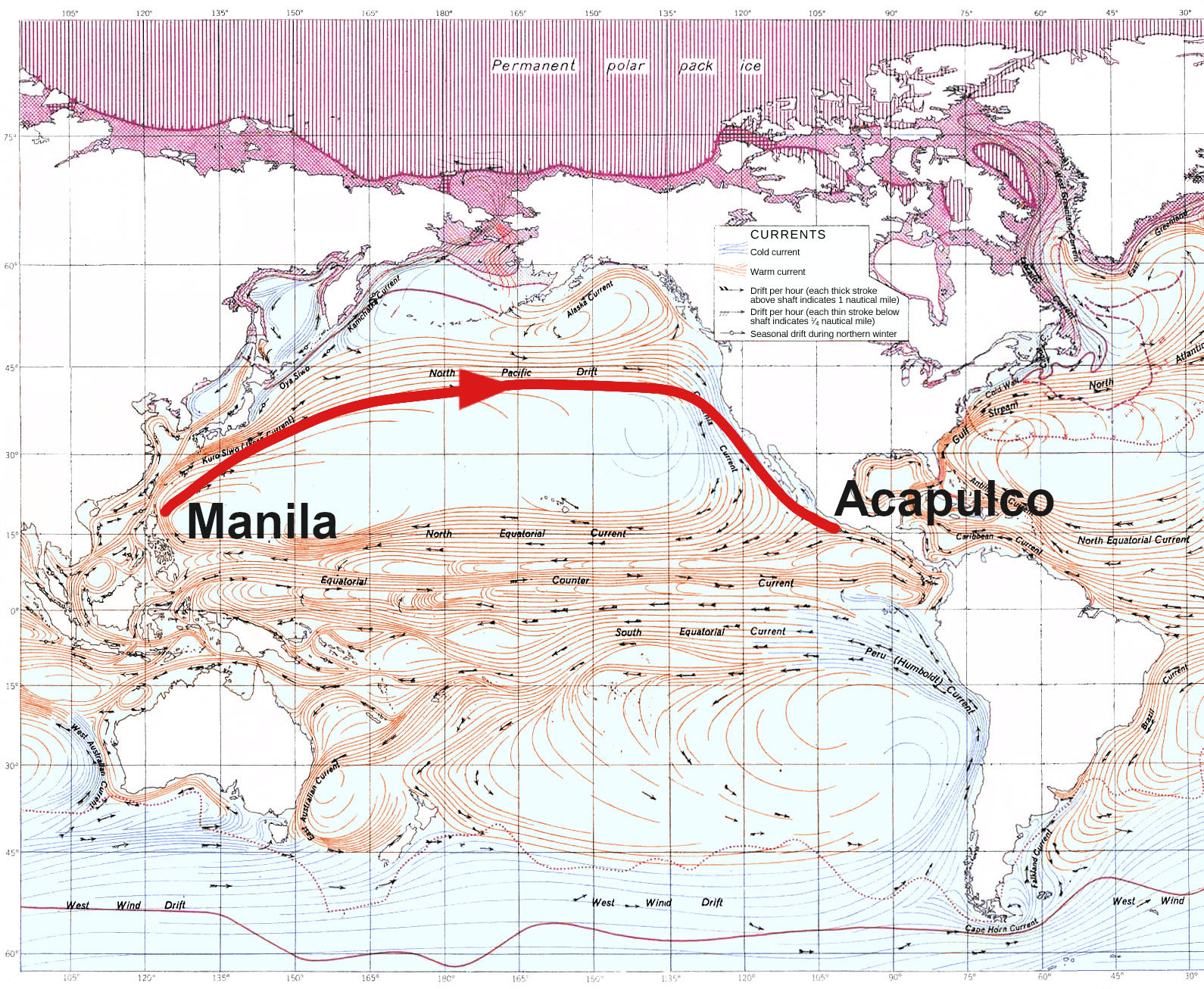
Ruta del tornaviaje de les Filipines a Acapulco, Mèxic

L'expansió ultramarina seguia imparable: Florida fou colonitzada el 1556 per Pedro Menéndez de Avilés, que derrotà al capità francès Jean Ribault i 150 homes que havien establert Fort Caroline a Florida. Menéndez fundà San Agustín, que es convertí ràpidament en una base estratègica de defensa per als vaixells espanyols plens d'or i plata que tornaven des dels dominis de les Índies. L'expansió per terres americanes va continuar i va aconseguir agregar a la corona les illes Filipines, denominades així en el seu honor, gràcies a Miguel López de Legazpi. Manila es va fundar el 1572, i el galió de Manila a Acapulco va començar quan Andrés de Urdaneta, navegant de Lopez de Legazpi va descobrir una ruta de tornada des de la ciutat de Cebu a Mèxic el 1565 raonant que els vents alisis del Pacífic podrien moure's en un bucle com feien els vents de l'Atlàntic. Al Pacífic sud, davant de les costes de l'actual Xile, Juan Fernández va descobrir una sèrie d'illes entre 1563 i 1574, posant-li el seu nom a l'arxipèlag, que es coneix com a arxipèlag Juan Fernández. Els primers europeus a arribar a les illes que avui són Nova Zelanda ho van fer en el probable viatge de Juan Jufré i Juan Fernández a Oceania a finals de 1576; Es van ampliar els dominis a Àfrica amb les places portugueses de Mazagan, Casablanca, Tànger, Ceuta i l'illa Perejil. Es va reconquerir Vélez de la Gomera en una nova expedició sota comandament de García Álvarez de Toledo y Osorio. A més, a causa de l'annexió de Portugal, també es van afegir les seves colònies d'Àsia: Macau, Nagasaki i Malaca.

### Felip III (II)
Felip III de Castella (II) va regnar entre 1598-1621 i va visitar el Principat el 1599. Mancat d'un autèntic programa de govern, va delegar la política del país en el duc de Lerma, la política del qual es va dirigir al manteniment de la pau internacional, expulsió dels moriscos i el seu desig d'enriquiment personal.
Al llarg del regnat es van succeir les reformes institucionals per a solucionar els problemes de corrupció i inoperància que afligien l'administració de la monarquia: a part dels canvis introduïts en el tradicional sistema de concejos (consells), es va estendre cada vegada més el recurs a les juntas (juntes), òrgans destinats a minvar el poder d'aquells en favor d'un govern més àgil i coherent, però que no van produir el resultat desitjat. Els problemes financers, que s'arrossegaven des del regnat anterior, van fer al rei depenent de les Corts de Castella, que va haver de reunir amb més freqüència que els seus antecessors perquè li atorguessin els recursos imprescindibles per a mantenir l'acció exterior de la monarquia.
Després de molts èxits inicials espanyols en la penetració del territori maputxe, la batalla de Curalaba el 1598 i la següent destrucció de les Set Ciutats van marcar un punt d'inflexió en la guerra d'Arauco que va portar a l'establiment d'una frontera clara entre els dominis espanyols i la terra dels maputxes independents. Des del segle XVII fins a finals del XVIII es van celebrar una sèrie de parlaments entre governadors reials i lonkos maputxes i la guerra va passar a un saqueig esporàdic per ambdós bàndols.
Jaume I d'Anglaterra i Felip III van signar el Tractat de Londres en 1604 pel que Espanya renunciava a nomenar un rei catòlic per a la corona d'Anglaterra, a la tolerància anglesa al catolicisme, i concedia facilitats al comerç anglès a les Índies espanyoles. i Anglaterra renunciava a prestar cap tipus d'ajuda a les Províncies Unides, obria el Canal de la Mànega al transport marítim espanyol, prohibia als seus súbdits dur mercaderies d'Espanya a Holanda o viceversa, i prometia suspendre les activitats dels pirates a l'oceà Atlàntic.
La igualtat de forces entre les províncies rebels del nord, luterans, i els territoris meridionals, catòlics i aliats de la monarquia, l'esgotament de la guerra dels vuitanta anys i els bons oficis dels nous governants van conduir a la signatura l'any 1609 de la Treva dels Dotze Anys amb les Províncies Unides, coneguda amb el nom de Pax hispanica. Aquesta va suposar la independència de fet per als holandesos i va permetre l'inici de la seva expansió pel Carib i les Índies Orientals. Amb la mort d'Enric IV de França, partidari de la guerra contra la monarquia hispànica, es va produir una època d'inestabilitat en el regne francès i la reina Maria de Mèdici va demanar ajuda al rei castellà en la lluita contra els hugonots i la pau de Vervins de 1598 va quedar consolidada l'any 1615, mitjançant sengles matrimonis del rei francès amb una infanta castellana i del príncep hereu, el futur Felip IV de Castella amb Isabel de França.
Amb el tractat d'Oñate de 1617, Ferran d'Habsburg va obtenir el suport dels Habsburg espanyols en la successió del seu cosí l'emperador Maties I, que no tenia fills, a canvi de la cessió de Finale Ligure i del Principat de Piombino, ja ocupats per Espanya, i de la cessió dels drets austríacs a Ortenau i Alsàcia.
La Lliga Catòlica, l'aliança entre els Habsburg alemanys i els Habsburg hispànics, va provocar l'aliança de tots els seus potencials enemics i rivals a Europa, esclatant finalment en 1618 la Guerra dels Trenta Anys, en la que l'emperador Ferran va demanar ajuda al seu cosí Felip III de Castella per poder plantar cara a la rebel·lió dels protestants a Bohèmia, que tenien el suport de l'Electorat del Palatinat, que encapçalava al seu torn els prínceps alemanys de la Unió Protestant. La victòria el 1620 de les tropes del rei habsburg castellà, encapçalades per Ambrosi Spinola, al Palatinat, i de les tropes de la Lliga Catòlica a Bohèmia, va permetre aconseguir l'estabilitat demanada per l'emperador.

### Felip IV (III)

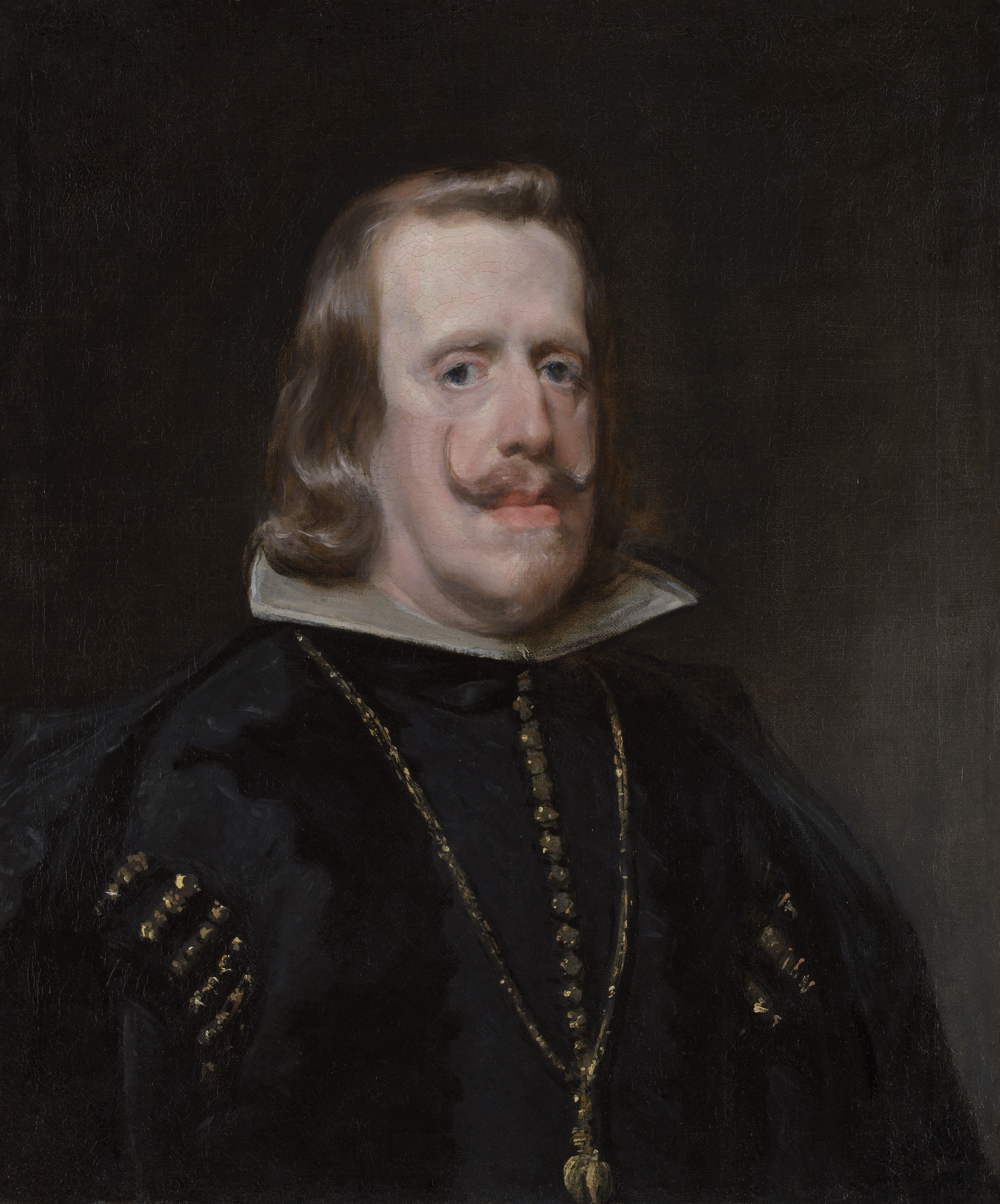
Retrat de Felip IV de Castella, per Diego Velázquez

Felip IV (III) entre 1621-1665: va ser amb Felip IV que la tensió entre l'absolutisme dels Habsburg i la tradició pactista va acabar esclatant al Principat de Catalunya en l'anomenada Guerra dels Segadors (1640-1652, i enmig de la Guerra dels Trenta Anys), a causa de les reformes inconstitucionals que volia impulsar el favorit comte-duc d'Olivares en matèria política i fiscal. En l'àmbit econòmic, es va intentar importar el model mercantilista neerlandès i es va presentar el projecte de la Unió d'Armes, amb la finalitat d'ordenar i canalitzar els recursos provinents dels territoris perifèrics, necessaris per a mantenir un exèrcit potent per afrontar la guerra dels trenta anys i de pas establir la periodicitat i seguretat dels lliuraments a la Hisenda reial. El projecte de reformes es va completar amb les mesures moralitzants proposades per la Junta de Reforma, entre el 1618 i el 1622. L'estat va declarar la primera fallida de la monarquia el 1627,
La no renovació de la treva dels dotze anys el 1621 va reobrir la Guerra dels Vuitanta Anys. Després de la caiguda de Breda, la República de passar a l'ofensiva gràcies al tractat de subvencions de 1624 pel que va rebre el suport financer de França i el tractat de Southampton de 1625, que va fer entrar al Regne Unit en la guerra amb Espanya. Frederic Enric d'Orange-Nassau i el seu cosí Ernest Casimir, que havia succeït el seu germà difunt Willem Lodewijk el 1620, van decidir el 1626 conquerir Oldenzaal perquè Twente ja no pogués ser atacat, i en 1627 van conquerir Groenlo, 's-Hertogenbosch i Wessel en 1629, el 1631 Maastricht però s'havia fet evident per a la República que mentre l'exèrcit espanyol no fos convocat per allunyar-se d'una important invasió francesa, era molt difícil iniciar un setge contra Anvers, Bruges o Gant.
França es va aliar amb els holandesos i Suècia prenent la Valtellina per tallar la connexió entre el Milanesat i l'Imperi, i els combats es reprengueren als Països Baixos. Espanya va respondre prenent les illes Lerins, que havien de servir com a base d'operacions per atacar la costa de Provença. i França es va centrar en la recuperació del Franc Comtat. L'atac a Dunkerque es va cancel·lar i l'alternativa va ser el Setge de Breda, que fou conquerida al cap de dos mesos i mig. La campanya naval francesa a la Mediterrània començà el 1637 amb la presa d'Oristany, Els francesos van aprofitar la concentració de tropes espanyoles al nord i van aconseguir capturar les ciutats de Landrecies, Maubeuge i Damvillers des del sud i recuperar les illes Lerins al maig de 1637. Després que els francesos tallessin el 1638 el Camí dels espanyols amb la presa de Breisach i l'atac a diversos ports de la costa atlàntica, en un intent desesperat per reforçar, reabastir i pagar les seves tropes als Països Baixos espanyols, el 1639 es forma a Cadis una esquadra al comandament d'Antonio de Oquendo per a obtenir així el domini del mar. però foren derrotats per la flota holandesa liderada per Maarten Harpertszoon Tromp a la batalla de les Dunes. Tot i això, tres quartes parts de les tropes van aconseguir arribar als Països Baixos espanyols des d'Anglaterra, la ruta marítima ja no es podia utilitzar per proveir tropes i els Països Baixos espanyols van quedar aïllats. Espanya prioritzava la lluita contra la revolta a Catalunya i la revolta de Portugal, i arribaven menys diners als Països Baixos espanyols. El cardenal De Richelieu morí el desembre de 1642 i la salut de Lluís XIII de França era feble. Com que Espanya estava involucrada en massa conflictes, Olivares volia buscar la pau amb la República i França. A la República feia temps que hi havia una discussió entre una facció que volia continuar la guerra i una facció que volia la pau, que creixia amb els anys, increment de costos i manca d'èxit, i el 1643 es va reduir les, i Francisco de Melo, sent-ne coneixedor, va preparar un atac a França perquè no havia de témer un atac republicà. De Melo volia augmentar la pressió sobre França perquè acordés una pau ara que el rei estava morint, però després dels seus èxits inicials contra els francesos l'any anterior, Francisco de Melo va ser aclaparadorament derrotat en la batalla de Rocroi el 16 de maig de 1643. Finalment les Províncies Unides van obtenir tots els avantatges que havien estat cercant durant vuitanta anys amb la Pau de Westfàlia de 1648.

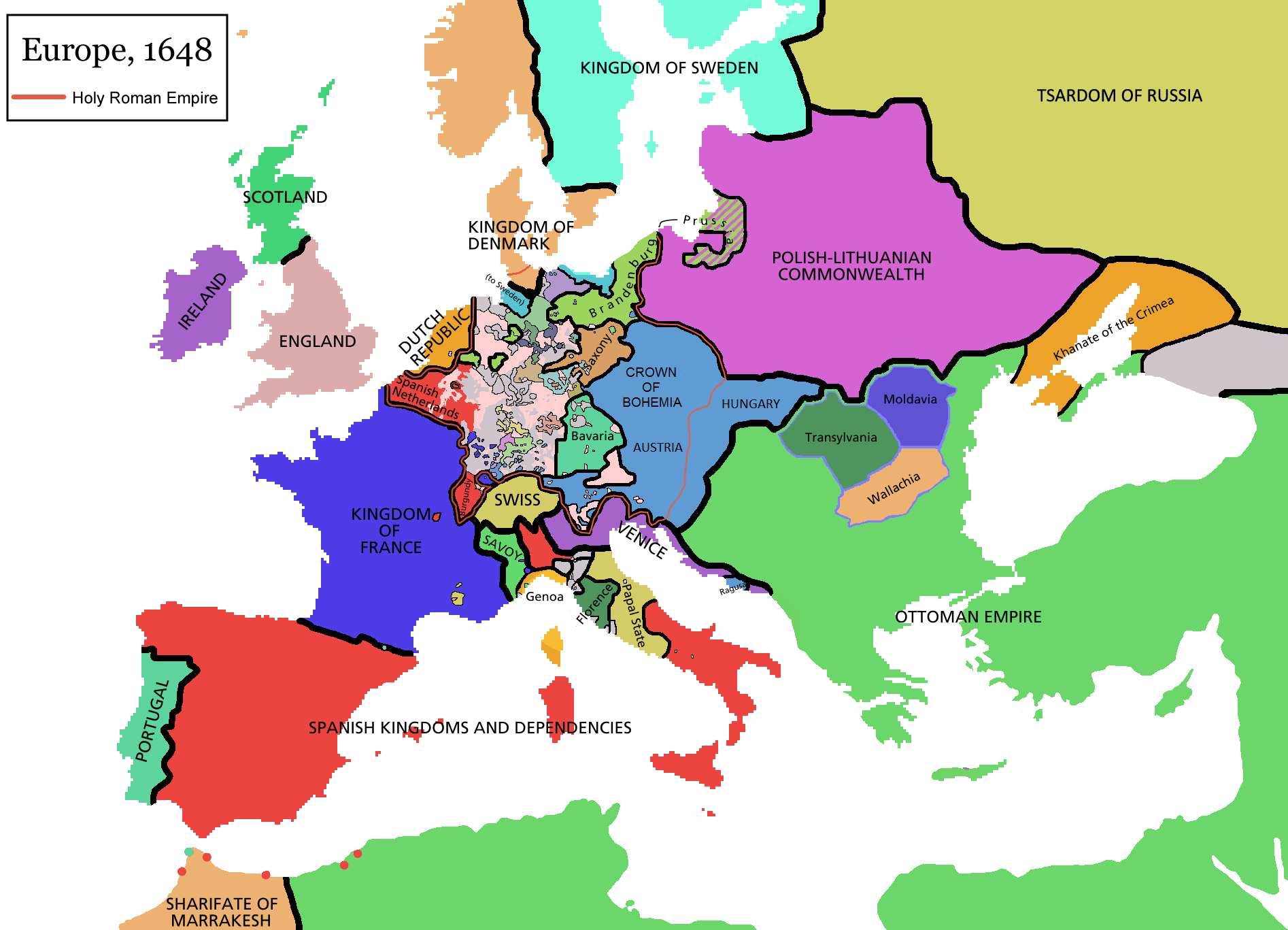
Mapa d'Europa després del Tractat de Westfàlia (s'inclou alguna frontera derivada del Tractat dels Pirineus de 1659)

El conflicte entre el comte-duc i Catalunya va iniciar-se quan les Corts Catalanes de 1626 es van negar a col·laborar amb la Unió d'Armes que el comte-duc havia proposat. La guerra contra França que va esclatar en 1635 va dificultar més l'entesa de la Generalitat de Catalunya i el Consell de Cent amb la monarquia. Les tropes castellanes i italianes que havien entrat a Catalunya per combatre amb els francesos al Rosselló van causar grans mals a les zones rurals, i van actuar sovint com un exèrcit d'ocupació. Davant d'aquesta situació, el 7 de juny de 1640 centenars de segadors catalans que es trobaven a Barcelona per a ser contractats per a la sega van ocupar la ciutat i van matar el virrei Dalmau III de Queralt, en l'anomenat Corpus de Sang. La Generalitat va actuar amb indecisió, a parer dels ministres castellans, i aquests van ordenar al privat del rei que actués amb força. Com a resultat de la manca de resposta del rei a les reiterades protestes de la Generalitat pels abusos de les tropes i la insuportable càrrega fiscal que les institucions havien de suportar, la Generalitat trencà amb la monarquia i va proclamar la República Catalana. Finalment, davant la imminent guerra amb Castella, Pau Claris hagué de transigir davant la pressió diplomàtica francesa i donà el comtat de Barcelona al rei Lluís XIII de França. Des de llavors i durant dotze anys, es desenvoluparia una guerra entre la monarquia espanyola i Catalunya, primer amb l'ajut de França i posteriorment sola, que s'ha conegut com a Guerra dels Segadors. Catalunya va arribar a destronar-lo i coronar com a rei Lluís XIII de França, però els exèrcits del Habsburg acabaren imposant-se. Com a conseqüència, Els Comtats (l'actual Catalunya Nord) foren separats de la resta d'aquest país i cedit a la monarquia francesa. Felip IV va visitar el Principat el 1626.
El duc de Lerma va afavorir els castellans en els territoris portuguesos i, després de la Treva dels Dotze Anys va deixar les seves colònies a mercè dels holandesos. La sagnia econòmica a què es veié abocat Portugal, sobretot durant el govern de Miguel de Vasconcelos, la guerra franco-espanyola a partir de 1635 i les actuacions castellanitzadores del comte-duc Olivares, que va intentar igualar la ciutadania castellana amb la portuguesa i fusionar les corts d'ambdós regnes i va imposar nous tributs als portuguesos, van provocar la revolta. L'1 de desembre de 1640, la conspiració va marxar al Palau Reial de Lisboa i allà, entre clams a favor de Joan IV, es va defenestrar Miguel de Vasconcelos. La ciutat quedà en poder dels nobles i s'organitzà un govern provisional, fins a l'arribada del nou rei, el 6 de desembre. El dia 20 es van reunir les Corts de Portugal, i el nou rei va jurar protegir els furs del regne i la independència de Portugal.

### Carles II

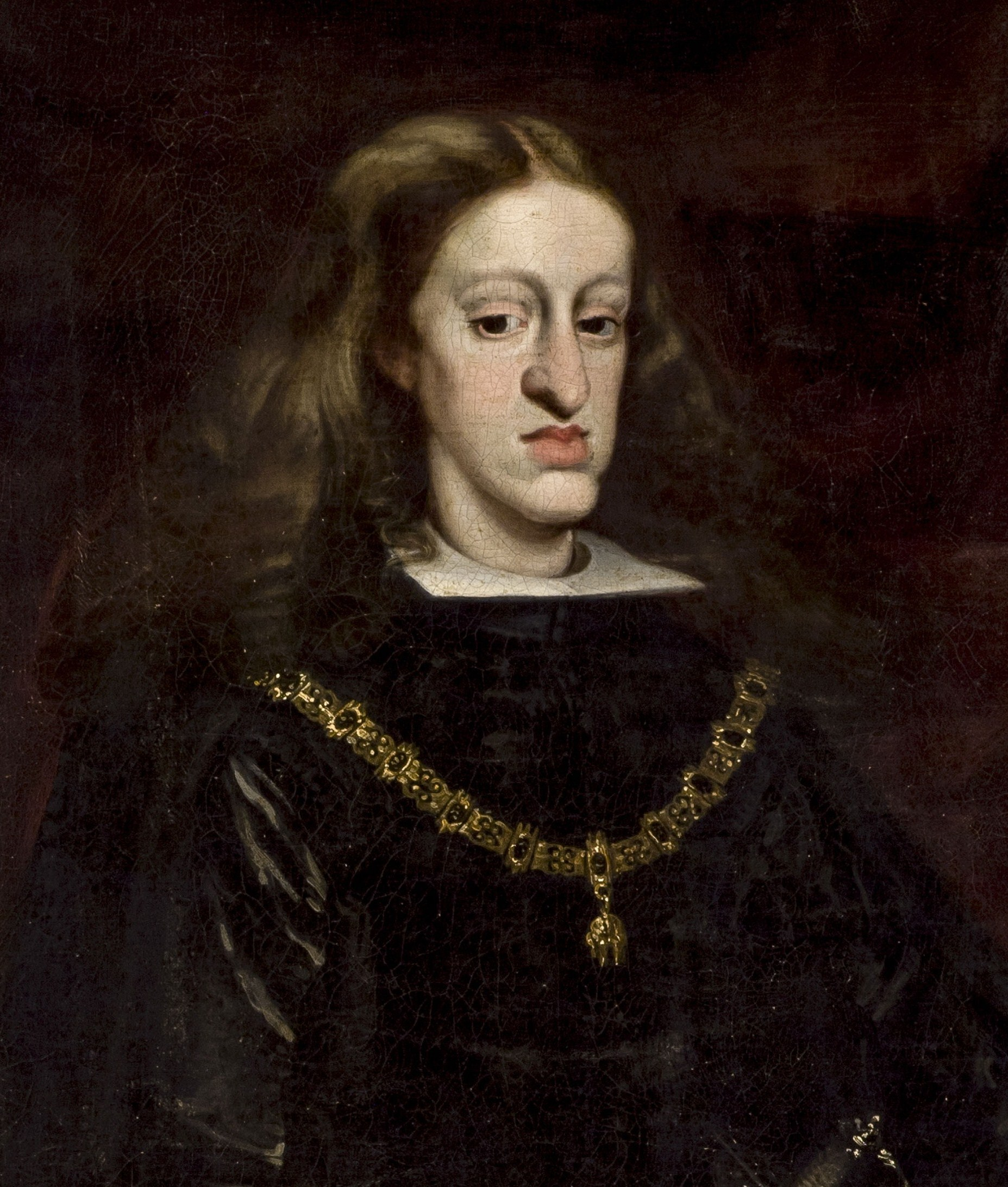
Carles II de Castella

A la mort de Felip IV, el 17 de setembre de 1665, la monarquia es va trobar amb Carles II de Castella, un hereu que només tenia quatre anys. Segons el testament del pare, la reina vídua Maria Anna esdevindria la governadora del regne i la tutora de Carles, fins que aquest complís els catorze anys, moment en què se'l consideraria major d'edat. Durant la primera etapa de regència, la reina Maria Anna confiarà en Juan Everardo Nithard, el seu confessor, i el designà membre de la Junta de Govern el 1666. Durant aquest període es produeix la Guerra de Devolució amb França, iniciada el 1667 i finida l'any següent en la pau d'Aquisgrà, i el mateix any es reconeixia oficialment la independència de Portugal. Amb el govern en mans de la seva mare i els seus partidaris, des de petit es feren evidents les xacres mentals i físiques de Carles II i en definitiva, la seva única feina possible era la de tenir descendència. i ja en 1668 França i Àustria havien signat en secret el tractat de Grémonville pel qual es repartirien les possessions de la Corona espanyola si Carles II moria sense descendència.
El 1673 la reina va confiar en Fernando de Valenzuela i el 1675 Carles II és proclamat rei de forma oficial, tot i que a la pràctica la seva mare va continuar encarregant-se del govern. La noblesa es va oposar al govern de Valenzuela, amb la col·laboració de Joan Josep d'Àustria que va causar la caiguda i exili de Valenzuela. La reina va continuar sent regent fins al 1677, quan va ser obligada a anar-se'n a Toledo per Joan Josep d'Àustria, que va prendre les regnes del govern, acordant la pau de Nimega el 1678 que posava fi a la Guerra de Devolució amb la pèrdua del Franc Comtat, encara que s'obtingué el matrimoni de Maria Lluïsa d'Orleans amb Carles. El 1679, després d'haver perdut qualsevol credibilitat, Joan Josep emmalalteix i mor sobtadament. Llavors s'iniciarà un període en què els grups de poder intentaran assaltar el poder guanyant-se el favor del rei triomfant el duc de Medinaceli, un polític poc brillant, sense habilitat ni experiència en les tasques de govern, que va assolir el seu nivell més baix en termes de decadència. La reforma de més transcendència va ser la devaluació de la moneda el 1680, però la pèssima actuació militar en la guerra amb França, amb la consegüent pèrdua de Luxemburg durant la guerra de les Reunions pel Tractat de Ratisbona, i l'esclat de motins a diverses ciutats del país, el van fer caure en desgràcia i va ser forçat a deixar el càrrec el 1685. El comte d'Orpesa va estabilitzar el sistema monetari i establint les bases de la recuperació econòmica amb la devaluació de la moneda d'argent a una cinquena part del seu valori el 14 d'octubre de 1686, i quedant clar que el rei no tindria successió directa va proposar a Josep Ferran de Baviera com a candidat a la successió, però aquest va morir el febrer de 1699 i aleshores va optar per l'arxiduc Carles d'Àustria, però amb el Motín de los gatos en abril de 1699 va caure en desgràcia, sent substituït pel cardenal Portocarrero, que encapçalava el partit francès partidari de la successió en la Casa de Borbó. Morí l'1 de novembre de 1700, darrer representant de la Casa d'Àustria a Espanya, la seva mort donaria inici a la Guerra de Successió i posteriorment l'entrada dels Borbons al tron de la monarquia.

### Carles III

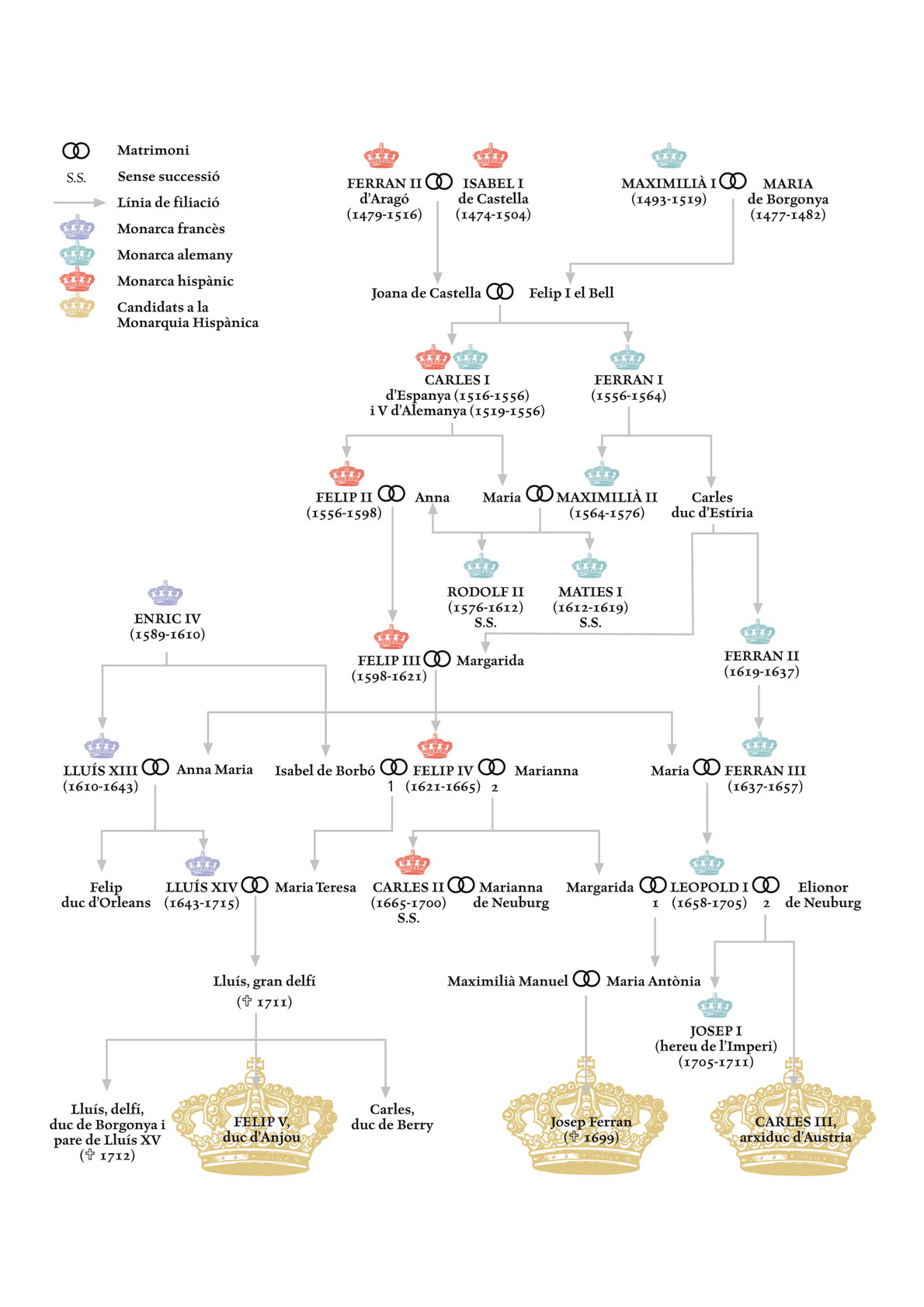
Els pretendents de la Guerra de Successió Espanyola

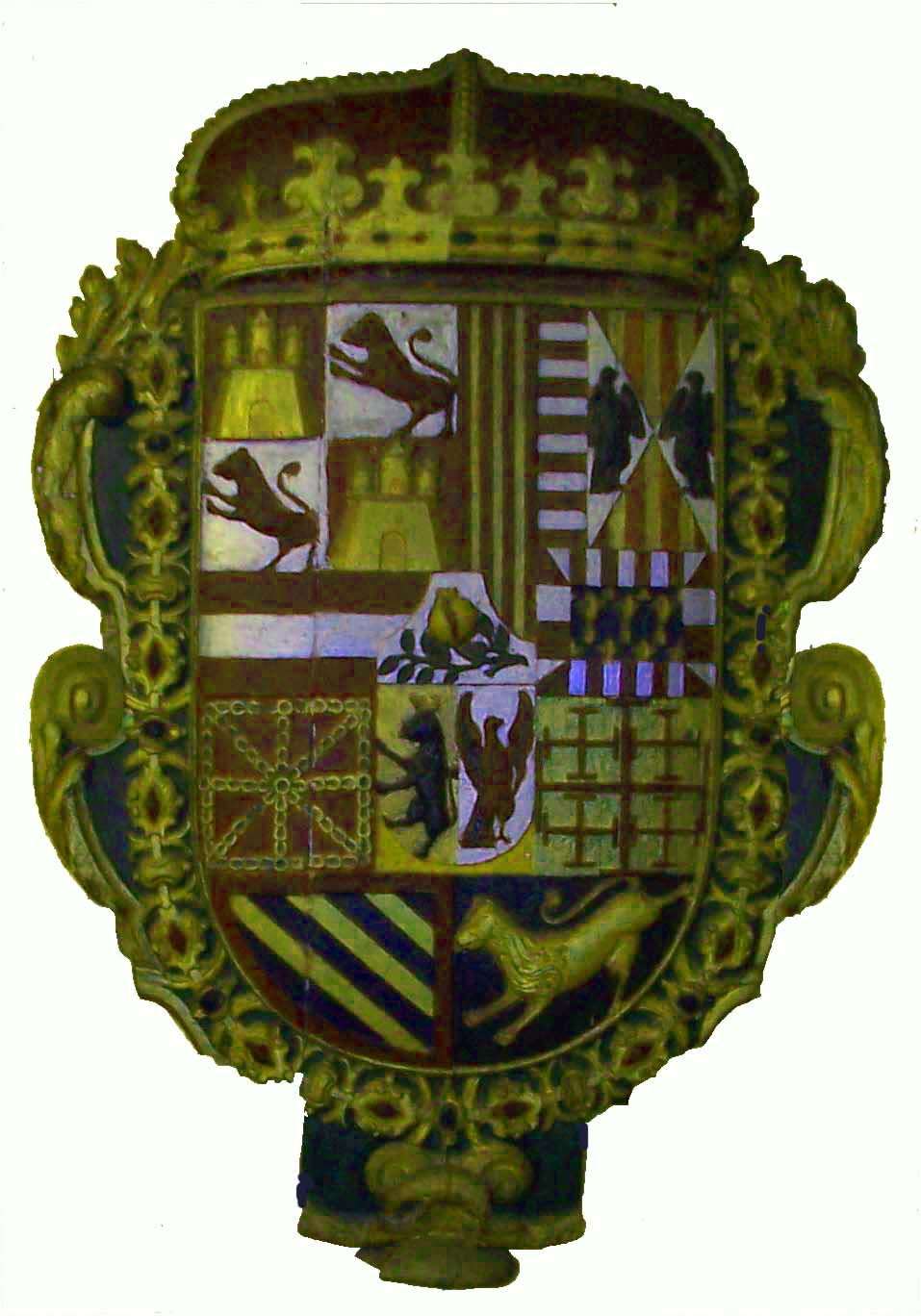
Únic escut conservat als antics territoris de la Corona d'Aragó de l'arxiduc com a sobirà de la Monarquia Hispànica (Museu del santuari de Lluc, Mallorca)

Mort Carles II, el llinatge dels Habsburg hispànics va quedar estroncat. La successió va acabar caient en mans de Felip d'Anjou, de la família de Borbó i que va jurar les constitucions dels diversos estats de la corona d'Aragó. Però durant els seus primers anys el seu govern va optar altre cop per un ferri absolutisme (influït per aquest mateix estil del seu avi Lluís XIV de França): va contribuir a fer que els estats de la corona d'Aragó prenguessin partit majoritàriament per l'altre candidat (que tenia el suport de la Gran Bretanya). El 1705, l'arxiduc Carles embarcà amb un exèrcit aliat a Lisboa en direcció al Mediterrani i el 17 d'agost els aliats proclamaren rei l'arxiduc Carles a Dénia i arribà a Barcelona el 22 d'agost de 1705 i jurant les constitucions catalanes el 7 de novembre de 1705, i rei amb el nom de Carles III d'Habsburg, instal·lant-se al Palau Reial Nou. El 1706, l'arxiduc Carles fou proclamat rei a Saragossa. La reacció bèl·lica de Felip d'Anjou l'any següent dugué el principal exèrcit proHabsburg a la península, on el duc d'Anjou va guanyar la iniciativa i James Fitz-James Stuart es va dirigir cap a l'Ebre i François Bidal d'Asfeld al sud del Regne de València, i després de la batalla d'Almansa el 25 d'abril de 1707 caigueren els regnes de València i d'Aragó. Carles ocupà Madrid, però Felip V la recuperà. Mentrestant, Anglaterra, que no perdia de vista les seves ambicions d'instal·lar-se fermament a la Mediterrània ocupà Menorca en nom de Carles III el 29 de setembre de 1708.
Estant la guerra en curs i en un punt crític, quan Carles perdia a la península i els seus aliats guanyaven a l'exterior, el seu germà, l'emperador Josep I, va morir sobtadament, per la qual cosa es va dirigir a Viena per assumir la successió al tron imperial, provocant un canvi de suports de les potències europees. El 1711 Carles VI va ser coronat emperador, abandonà les seves aspiracions a la monarquia hispànica i la Guerra de Successió Espanyola va finalitzar amb la signatura el 1713 del Tractat d'Utrecht i el 1714 del Tractat de Rastatt i el Tractat de Baden, Fins al 1725 no renuncià a la corona hispana, al Tractat de Viena, per a ell i per als seus descendents.

## Reis d'Hongria
Amb la derrota i mort del rei Lluís II d'Hongria a la Batalla de Móhacs, Solimà II havia ocupat la major part d'Hongria i únicament resistia una petita llenca de terra hongaresa entre Àustria i l'Imperi Otomà, i la derrota hongaresa comportà l'elecció de Ferran com a rei de Bohèmia i d'Hongria però també l'inici d'un període que duraria més de 150 anys de setges otomans sobre Viena. El regne va continuar dividit fins al 1686, quan els exèrcits germànics de l'emperador Leopold I d'Habsburg van irrompre a Hongria i van expulsar els turcs otomans amb el tractat de Karlowitz, dissolent el Principat de Transsilvània dins del Regne hongarès, i la figura del príncep hi va desaparèixer. però els turcs van conservar el punt estratègic de Temesvár, el rerepaís de Belgrad i posicions a Croàcia i Eslavònia. Abans d'aquest procés, els dos últims prínceps de Transsilvània, Emeric Thököly i Francesc II Rákóczi, van fer guerres per obtenir la independència del poder dels Habsburg, però totes fracassaren com les dels seus predecessors. Amb la Dissolució del Sacre Imperi Romanogermànic en 1806 amb la derrota infligida per Napoleó, el regne d'Hongria va formar part del successor Imperi Austríac, i de l'Imperi Austrohongarès entre els anys 1867 i 1918 fruit de la unió del Regne d'Hongria i l'Imperi Austríac amb l'Ausgleich o Compromís austrohongarès. Els Estats Units d'Amèrica van donar suport als processos independentistes que posaren fi a l'imperi. Els primers a formalitzar la nova situació foren els txecs i els eslovacs, que proclamaren la seva independència el 28 d'octubre de 1918; Hongria es va declarar independent el 31 d'octubre, malgrat que Transsilvània, on hi havia una important minoria hongaresa, va passar a Romania. El 29 d'octubre els eslaus del sud formaren l'Estat dels eslovens, croats i serbis, que, poc després, l'1 de desembre, s'uní amb Montenegro en el Regne dels Serbis, Croats i Eslovens. Tant a Àustria com a Hongria, s'hi van proclamar repúbliques, per la qual cosa els Habsburg hagueren de marxar cap a l'exili.

## Rei d'Anglaterra
A la mort de Maria Manuela de Portugal, Carles I concretà el casament del seu fill Felip amb la reina Maria I d'Anglaterra, amb qui es va casar el 25 de juliol de 1554 a Winchester, per consolidar la restauració del catolicisme a Anglaterra i d'apuntalar l'hegemonia dels Habsburg a Europa. La unió, però, fou molt desigual; Maria tenia dotze anys més que Felip, no agradà mai físicament al rei castellà i tenia la salut molt precària. Les clàusules matrimonials eren molt rígides per garantir la total independència del Regne d'Anglaterra. Felip havia de respectar les lleis, drets i privilegis del poble anglès. Espanya no podia demanar a Anglaterra ajut bèl·lic o econòmic, i es demanava expressament que s'intentés mantenir la pau amb França. Si el matrimoni tenia un fill, es convertiria en hereu d'Anglaterra, però també, pel testament de l'emperador Carles, dels Països Baixos i Borgonya. Si Maria morís sent l'hereu menor d'edat, l'educació aniria a càrrec dels anglesos. Si Felip moria, Maria rebria una pensió de 60 000 lliures a l'any, però si Maria fos la primera a morir, Felip hauria d'abandonar Anglaterra renunciant a tots els seus drets sobre el tron, com va passar el 1558). El setembre de 1554, Maria va deixar de menstruar, va guanyar pes i sentia nàusees als matins i la seva cort i els seus metges creien que estava embarassada. El Parlament va aprovar una llei que feia Felip regent en cas de la mort de Maria en el part.
Felip va actuar d'acord amb el contracte matrimonial, exercint una notòria influència en el govern del regne, ordenant l'alliberament de nobles i cavallers presos a la Torre de Londres per haver participat en rebel·lions anteriors contra la reina Maria, i actuant de forma vital per a la reintegració de Anglaterra a l'Església catòlica, trobant-se amb forta resistència per part dels cortesans i els parlamentaris anglesos, i fins i tot va haver un intent d'assassinat avortat el març de 1555 a la Ciutat de Westminster. L'última setmana d'abril de 1555, Elisabet va ser alliberada de l'arrest domiciliari. Maria va continuar mostrant signes d'embaràs fins al juliol de 1555, quan el seu abdomen va retrocedir i a l'agost, poc després de la desgràcia del fals embaràs, que Maria considerava "el càstig de Déu" per haver "tolerat heretges" al seu regne. Durant una part important del seu regnat Felip va estar absent d'Anglaterra, especialment a partir de 1556, quan el seu pare va abdicar a favor seu les Corones d'Espanya, Sicília i Sardenya i va comandar els seus exèrcits contra França a Flandes. El 17 de novembre de 1558, trobant-se als Països Baixos, la reina Maria I Tudor va morir sense haver tingut descendència. La seva germana va ascendir al tron com Isabel I d'Anglaterra.

## Reis de Portugal

### Felip II de Castella
El 31 de gener de 1580 moria sense hereu legítim el rei-cardenal Enric I de Portugal, que havia succeït al seu renebot Sebastià, mort dos anys abans a la batalla d'Alcazarquivir al Marroc. Felip II de Castella, fill de l'emperadriu Isabel de Portugal i d'Aragó i, per tant, net de Manuel I, va fer valdre els seus drets dinàstics al tron portuguès i va enviar l'exèrcit amb el duc d'Alba al capdavant per assegurar-se la successió davant de l'altre pretendent Antoni, prior de Crato, qui va intentar negociar veient la debilitat de les seves forces, però finalment lliurà batalla amb les tropes del monarca espanyol, sent totalment derrotat en la batalla d'Alcántara.
L'11 de setembre de 1580, el duc d'Alba feia jurar a Felip II com a rei a Lisboa; Antoni continuaria la seva campanya retirant-se al nord, vers Porto. S'atribueix a Felip la famosa frase en referència a la corona portuguesa «Yo la heredé, yo la compré y yo la conquisté», si bé gran part de l'elit del país va veure amb bons ulls entrar a formar part del conjunt de la monarquia hispànica i, en conjunt, va oferir bones expectatives i oportunitats als diferents grups socials. No obstant això, Felip, adoptant ràpidament el títol de Felip I, va prometre mantenir l'autonomia jurídica i constitucional del regne. Les colònies comercials africanes i asiàtiques, que van reconèixer a Felip com legítim rei, a excepció de les Açores i altres territoris que es van mantenir fidels al prior de Crato, que poc després serien finalment sotmeses per Felip. L'11 de novembre 1582, coincidint amb el jurament de Felip d'Habsburg com a príncep hereu, després de la mort del príncep Dídac, Felip II va retornar a Madrid des de Lisboa. La unificació dinàstica de la península Ibèrica com a patrimoni dels Habsburg va posar en mans de la monarquia i el regnat de Felip II va donar a l'afirmació «el Sol no es ponia mai als dominis d'Espanya».

### Felip III de Castella
Felip III de Castella, conegut a Portugal amb el nom d'O Pio o O Pious, l'any 1603 es va publicar a Portugal la publicació de les Ordenações Filipinas que anaven reformaven les Ordenações Afonsinas i Ordenações Manuelinas. Va emprendre un viatge a Portugal l'any 1619, sent rebut amb entusiasme, ajuntaments i corporacions van gastar grans quantitats en recepció. Se li va proposar fer de Lisboa la capital de la monarquia espanyola; nobles i jurisconsults es queixaven de no rebre favors ni ser empleats en jutjats, ambaixades o universitats espanyoles. Després de mesos a Lisboa, Felip va marxar a l'octubre, deixant el país insatisfet, sobretot després de la reelecció de Diogo da Silva e Mendonça com a virrei. El seu fill, el futur Felip IV, va ser jurat hereu legítim pels portuguesos. A la resta dels antics dominis de Portugal, els holandesos havien intentat prendre les Moluques, Malaca i Moçambic, sent derrotats per André Furtado de Mendonça i Estêvão de Ataíde. En sortir de Portugal el 1619, va caure greument malalt a Covarrubias, i no es va recuperar mai, morint en un any. Durant 53 dies va estar postrat al llit, cobert de nafres i abscessos. Va morir als 42 anys a causa d'un tromboembolisme pulmonar a causa d'una immobilització prolongada.

## Grans Ducs de Toscana

### Leopold I de Toscana
En el marc de la guerra de successió polonesa i en l'ascens de Maria Teresa I d'Àustria al tron austríac, la família dels Habsburg-Lorena aconseguiren el poder sobre el Gran Ducat de Toscana. Des de l'any 1737 i fins a l'any 1765 fou el mateix emperador Francesc I del Sacre Imperi Romanogermànic qui governà el Gran Ducat de forma directa des de Viena. Leopold I de Toscana va succeir al seu pare Francesc com a Gran Duc de Toscana quan el seu germà Josep es va convertir en emperador en 1765 instal·lant-se a Florència. Com Josep, Leopold va ser influenciat per les idees de la Il·lustració i estava decidit a construir un aparell estatal eficient a costa dels interessos feudals. Des del segle xvii la ciutat de Florència havia caigut, igual que altres ciutats italianes en altres temps riquíssimes, en una progressiva decadència. Durant els seus 25 anys de regnat sobre el Gran Ducat de Toscana, va racionalitzar els sistemes d'impostos i aranzels dels seus estats i va encoratjar el desenvolupament d'institucions representatives, permetent noves pràctiques comercials i d'impulsar una incipient industrialització del Gran Ducat que permeté cert auge econòmic. Així l'any 1786, el Gran Ducat de Toscana fou el primer estat del món sencer d'abolir la pena de mort. A la mort de l'emperador Josep II sense descendents, el seu germà, el fins llavors gran duc Leopold I de Toscana hagué d'abandonar Florència i instal·lar-se a Viena com a Leopold II del Sacre Imperi Romanogermànic, deixant el gran ducat al seu fill, el gran duc Ferran III de Toscana qui inauguraria la família reial d'Àustria-Toscana.

## Grans prínceps de Transsilvània
El (Gran) Principat de Transsilvània es va lligar als reis i reines dels Habsburg d'Hongria des del 1711 fins al 1804, quan es va afegir al Gran títol de l'emperador d'Àustria. A la pràctica, l'administració anava a càrrec del governador de Transsilvània, un virrei nomenat pels monarques dels Habsburg entre 1691 i 1867.

## Multilingüisme

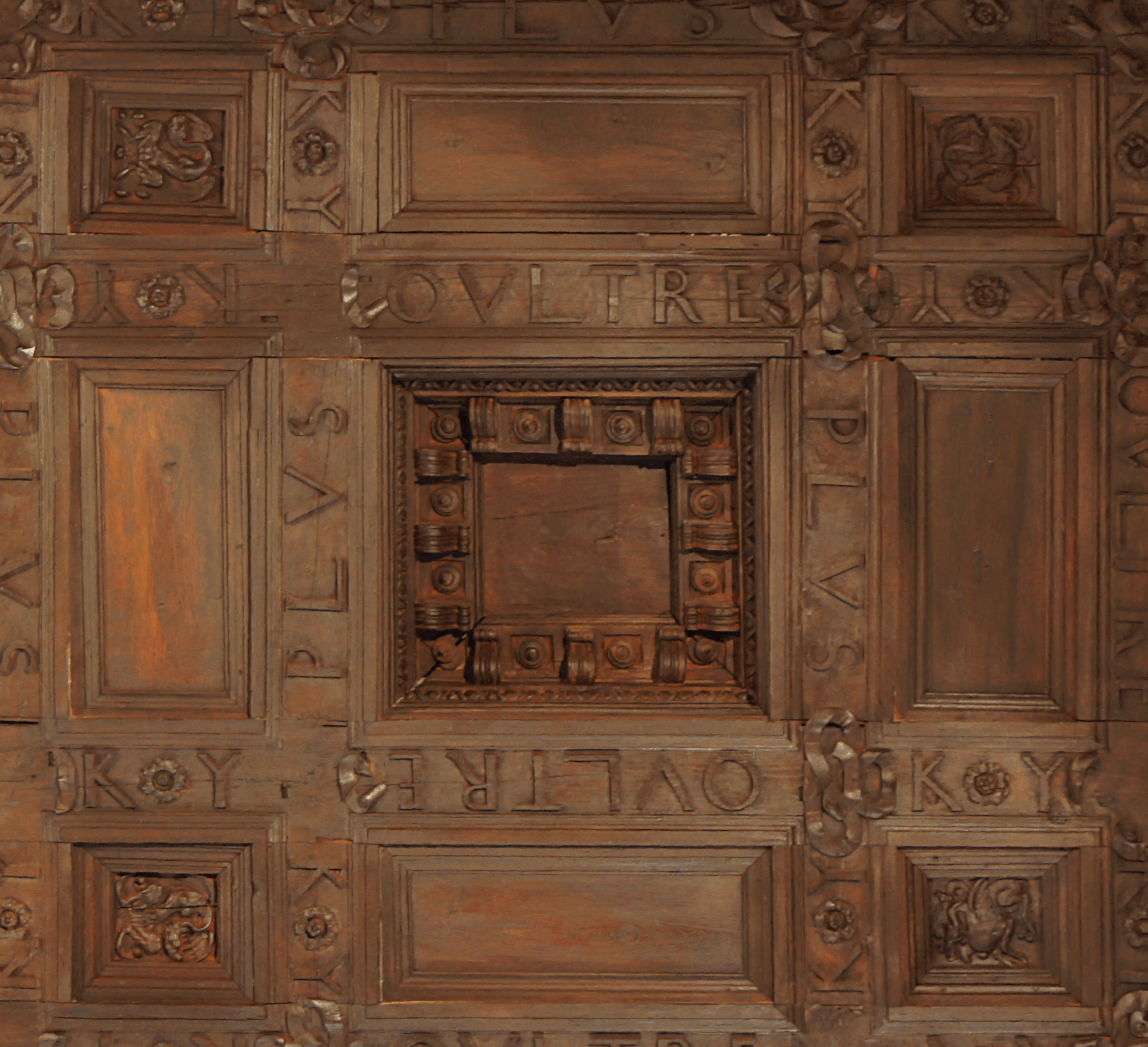
"PLUS OULTRE", lema de Carles V en francès, en un sostre del Palau de Carles V de Granada

A mesura que acumulaven corones i títols, els Habsburg van desenvolupar una tradició familiar única de multilingüisme que va evolucionar al llarg dels segles. El Sacre Imperi Romanogermànic havia estat multilingüe des del principi, tot i que la majoria dels seus emperadors eren parlants nadius d'alemany. La qüestió lingüística dins de l'Imperi es va anar fent més rellevant a mesura que l'ús no religiós del llatí va disminuir i el de les llengües nacionals va guanyar protagonisme durant l'alta edat mitjana. Se sap que l'emperador Carles IV de Luxemburg parlava amb fluïdesa el txec, el francès, l'alemany, l'italià i el llatí.
L'última secció de la seva Butlla d'or de 1356 especifica que els prínceps electors seculars de l'Imperi «haurien de ser instruïts en les varietats dels diferents dialectes i llengües» i que «ja que s'espera que amb tota probabilitat hagin adquirit de manera natural la llengua alemanya, i per haver-lo ensenyat des de la seva infantesa, seran instruïts en la gramàtica de les llengües italiana i eslava, començant pel setè any de la seva edat, per tal que, abans del catorzè any de la seva edat, puguin haver après el mateix». A principis del segle xv, el cronista d'Estrasburg, Jakob Twinger von Königshofen, va afirmar que Carlemany havia dominat sis idiomes, tot i que preferia l'alemany.
En els primers anys de l'ascens de la família, ni Rodolf I ni Albert I sembla que parlaven francès. Per contra, Carles V és ben conegut per haver parlat diverses llengües amb fluïdesa. Era nadiu del francès i també sabia neerlandès des de la seva joventut a Flandes. Més tard va afegir una mica de castellà, que va ser obligat a aprendre per les Corts Generals castellanes. També podia parlar una mica de basc, adquirit per la influència dels secretaris bascos que servien a la cort reial. Va obtenir un domini decent de l'alemany després de les eleccions Imperials de 1519, encara que mai el va parlar tan bé com el francès. Una broma de vegades atribuïda a Carles era: «Parlo espanyol/llatí [segons la font] a Déu, italià a les dones, francès als homes i alemany al meu cavall».
El llatí va ser la llengua administrativa de l'Imperi fins a la promoció agressiva de l'alemany per part de Josep II a finals del segle XVIII, que va ser revertida en part pels seus successors. A partir del segle XVI, la majoria, si no tots, els Habsburg parlaven tant francès com alemany, i molts també parlaven italià. Ferran I, Maximilià II i Rodolf II es van dirigir a l'Assemblea de Bohèmia en txec, tot i que no és clar que ho fessin. Per contra, hi ha poques evidències que els Habsburg posteriors als segles XVII i XVIII parlessin txec, amb la probable excepció de Ferran III que va fer diverses estades a Bohèmia i sembla haver parlat txec mentre hi era. Al segle xix, Francesc I tenia nocions de txec, i Ferran I el parlava decentment.
Francesc Josep I d'Àustria va rebre una primera educació bilingüe en francès i alemany, després va afegir txec i hongarès i més tard italià i polonès. També va aprendre llatí i grec. Després de la fi de la monarquia dels Habsburg, Otó d'Habsburg-Lorena parlava amb fluïdesa anglès, francès, alemany, hongarès, italià, espanyol i portuguès.

## Divisa
La seva divisa AEIOU, d'origen desconegut, ha tingut diferents interpretacions, entre les quals:
- Austria est imperio optime unita (Àustria és l'imperi millor unit)
- Austria erit in orbe ultima (Àustria serà l'última (supervivent) en el món)
- Austriae est imperare orbi universo (Àustria ha de governar el món sencer)
- Alles Erdreich ist Österreich untertan (Tota la terra està subjecta a Àustria)